# 伊丽莎白二世
伊利沙伯二世（英語：Elizabeth II；1926年4月21日—2022年9月8日），全名伊莉莎白·亞歷山德拉·瑪麗（英語：Elizabeth Alexandra Mary），是1952年至2022年间聯合王國暨其他英聯邦王國女王及英聯邦元首。她生前曾擔任32個主權國家的女王，逝世時則為15個王國的君主。她在位70年214天，是英國歷史上在位時間最長的君主，也是所有主權國家中在位時間第二長的君主，也是歷史上在位時間最長的女王。
伊利沙伯在倫敦梅費爾出生，當時其祖父喬治五世在位。她是約克公爵夫婦（後來的喬治六世和伊利沙伯皇太后）的第一個孩子。1936年，愛德華八世退位，她的父親乔治六世繼承了王位後，十歲的伊莉莎白公主成為推定繼承人。她在家中接受教育，並在第二次世界大戰期間開始承擔公共職責，在本土輔助部隊服役。1947年11月，她與前希臘和丹麥王子菲利普·蒙巴頓結婚。他們的婚姻持續了73年，直到2021年夫逝。他們有四個孩子，分別是查理斯、安妮、安德魯和愛德華。
她的父親在1952年2月去世後，當時25歲的伊莉莎白成為七個獨立英聯邦國家的女王，分別為英國、加拿大、澳洲、紐西蘭、南非、巴基斯坦和錫蘭，同時也是英聯邦的元首。她以立憲君主的身份經歷了北愛爾蘭問題、英國的權力下放、非洲的非殖民化等重大政治變革。隨著一些領地獨立以及一些領地成為共和國，她統治的領地數量也隨之變化。伊莉莎白在位期間，她的領地共出現過170多位首相或總理。她進行過許多歷史性訪問和會晤，包括1986年對中華人民共和國的國事訪問、1994年對俄羅斯的國事訪問和2011年對愛爾蘭共和國的國事訪問，並會見了五位教宗和十四位美國總統。
她在位期間經歷的重大事件包括1953年的加冕典禮，以及她的銀禧、金禧、鑽石禧和白金禧慶典。雖然共和主義思潮不時出現，媒體對其家庭的批評也時有發生——特別是在子女婚姻破裂以及1997年前兒媳戴安娜王妃去世後，但君主制的支持率和她的個人聲望始終居高不下。伊莉莎白二世於2022年在巴爾莫勒爾城堡駕崩，享壽96歲，王儲查爾斯繼承王位，名查爾斯三世。

## 早年生活
伊莉莎白出生於1926年4月21日，是約克公爵阿爾伯特王子（後來的喬治六世）和夫人伊利沙伯（後來的伊利沙伯王太后）的第一個孩子。她的父親是喬治五世和瑪麗王后的次子，母親是蘇格蘭貴族第十四代斯特拉斯莫爾和金霍恩伯爵克勞德·鮑斯-萊昂的小女兒。她於格林威治標準時間凌晨2時許在她外祖父位於倫敦梅菲爾布魯頓街17號的家中以剖腹產的方式出生。5月29日，約克大主教科斯莫·戈登·朗在白金漢宮的私人教堂為她施洗。她被命名為伊莉莎白·亞歷山德拉·瑪麗，其名字中的「伊利沙伯」來自她的母親，「亞歷山德拉」是為了致敬六個月前去世的曾祖母丹麥的亞歷山德拉，而「瑪麗」則是向祖母瑪麗王后致敬。她的家人以她幼時的自稱，暱稱她為「莉莉貝特」（Lilibet）。她的祖父喬治五世對她疼愛有加，她則暱稱他為「英格蘭爺爺」（Grandpa England）。1929年，喬治五世病重期間，她頻繁的探訪被當時的媒體和後世傳記作家認為提振了國王的情緒，甚至促進了他的康復。
伊利沙伯公主唯一的妹妹瑪嘉烈公主於1930年出生。兩位公主在母親和家庭教師瑪麗昂·克勞福德的指導下在家中接受教育，主要學習歷史、語言、文學和音樂。1950年，克勞福德出版了一本關於伊利沙伯和瑪格麗特童年時光的傳記《小公主們》（The Little Princesses），此舉令王室頗為不悅。書中描述了伊利沙伯對馬匹和狗的喜愛、她做事井井有條的特點，以及她強烈的責任感。其他人也表達了類似的觀察：邱吉爾曾形容兩歲的伊利沙伯公主「個性鮮明，擁有一種令人驚訝的威嚴和沉思氣質」。她的表妹瑪格麗特·羅德斯則形容她是個「活潑的小女孩，但本質上懂事且舉止得體」。伊利沙伯公主的早年時光居住在父母的兩處住所——倫敦皮卡迪利街145號的聯排別墅與溫莎的皇家小屋。

## 王位繼承人
在祖父喬治五世在位期間，伊利沙伯是英國王位的第三順位繼承人，排在她的伯父威爾斯親王愛德華和父親之後。雖然她的出生引起了公眾關注，但當時人們並不預期她會成為女王，因為愛德華仍年輕，很可能結婚生子，其子女將優先於伊利沙伯繼承王位。
1936年祖父去世後，伯父繼位為愛德華八世，伊利沙伯隨即成為王位第二順位繼承人，僅次於父親。同年稍晚，愛德華八世因計劃與離過婚的美國名媛華里絲·辛普森結婚而引發憲政危機，最終選擇退位。伊利沙伯的父親被迫繼位為王，採用「喬治六世」作為尊號。由於伊利沙伯沒有兄弟，她成為推定繼承人。根據當時實行的長子繼承制，若其父母後來生下兒子，他的繼承順位將高於伊利沙伯。
伊利沙伯在伊頓公學副校長亨利·馬滕的私人教導下學習憲政史，並由多位法語母語家庭教師教授法語。王室還專門成立了「白金漢宮第一女童軍連」，讓她能與同齡女孩交往。後來她更加入了「海上女童軍」。
1939年，伊利沙伯公主的父母出訪加拿大和美國。如同1927年他們出訪澳洲和紐西蘭時一樣，伊利沙伯公主被留在英國，因為她的父親認為她年紀尚小，不宜參與公開巡訪。當父母啟程時，她「看起來泫然欲泣」。期間他們保持定期通信，並在5月18日進行了王室首次跨大西洋電話通話。

### 第二次世界大戰

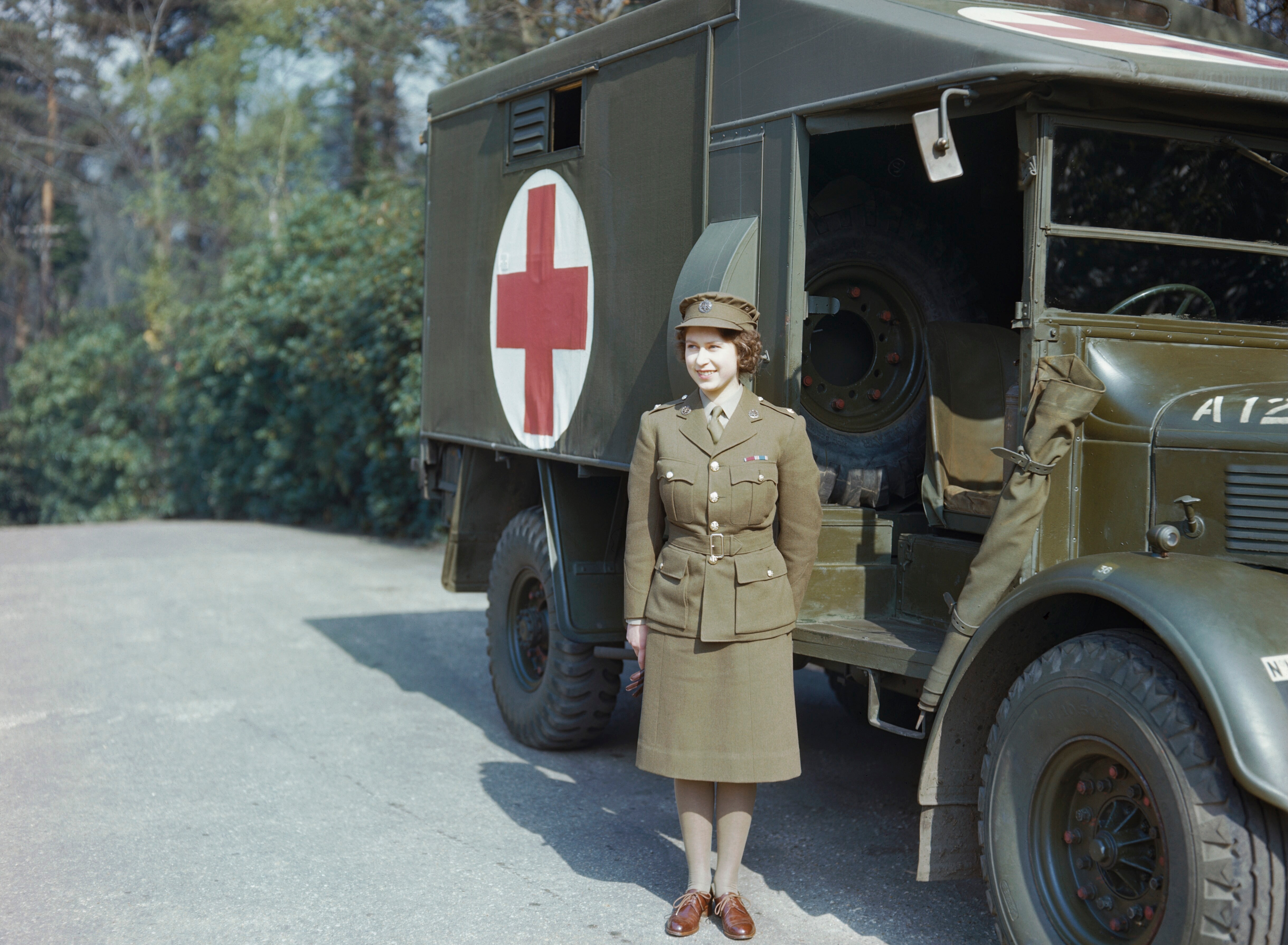
1945年4月，穿後援部隊軍裝的伊利沙伯。

1939年9月，英國加入第二次世界大戰，有人建議公主們應該到加拿大避難，以免被納粹德國空軍對倫敦的頻繁轟炸波及，但王后不允許。她表示：「孩子們不能沒有我，我不能沒有國王，而國王絕不離開。」兩位公主最初留在蘇格蘭的巴爾莫勒爾城堡直至1939年聖誕節，隨後遷至諾福克郡的桑德靈厄姆府。1940年2月至5月間，她們居住於溫莎的皇家小屋，此後五年多主要生活在溫莎城堡。1940年，14歲的伊利沙伯透過英國廣播公司兒童節目首次發表廣播演說，向其他從城市疏散的兒童喊話：「我們正盡己所能幫助英勇的海軍、陸軍與空軍將士，同時也努力承擔戰爭帶來的危險與悲傷。我們每個人都深信，最終一切都會好起來。」
1943年，伊利沙伯首次單獨執行公開公務，視察她於前一年被任命為榮譽團長的擲彈兵衛隊。當她即將年滿18歲時，英國國會特別修法，允許她在父親無法履職或出訪海外時（例如1944年7月國王訪問義大利期間），擔任五位國務顧問之一。1945年2月，她獲授本土輔助部隊榮譽少尉軍銜。經過駕駛與機械維修訓練後，五個月後晉升為榮譽初級指揮官（當時女性軍銜，相當於上尉）。

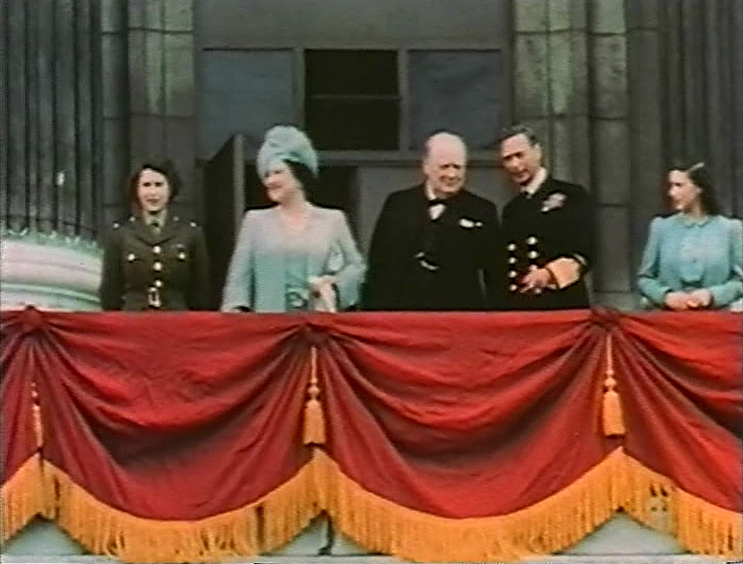
伊利沙伯（最左）與她的家人及丘吉爾一同出現在白金漢宮陽台上，攝於1945年5月8日

歐洲戰事結束時，在「歐洲勝利日」當天，伊利沙伯與瑪格麗特曾偷偷混入倫敦街頭的慶祝人群。1985年，伊利沙伯在一次罕見的訪談中回憶道：「......我們請求父母讓我們親自上街看看。我記得當時很怕被認出來......印象中，無數素不相識的人們手挽著手，沿著白廳大道前行，我們全都被這股幸福與解脫的浪潮推著走。」
二戰期間，英國政府曾擬定多項計劃，試圖透過加強伊利沙伯與威爾斯的聯繫，以緩和威爾斯民族主義情緒。這些提案包括任命她為加拿分城堡的總管，或擔任威爾斯青年聯盟的贊助人，但最終均被擱置。部分原因在於當時英國正處於戰爭狀態，當局擔心此舉會使伊利沙伯與該青年組織中的良心拒服兵役者產生不當聯想。直至1946年，她在威爾斯國家藝術節上獲授吟遊詩人團成員資格。

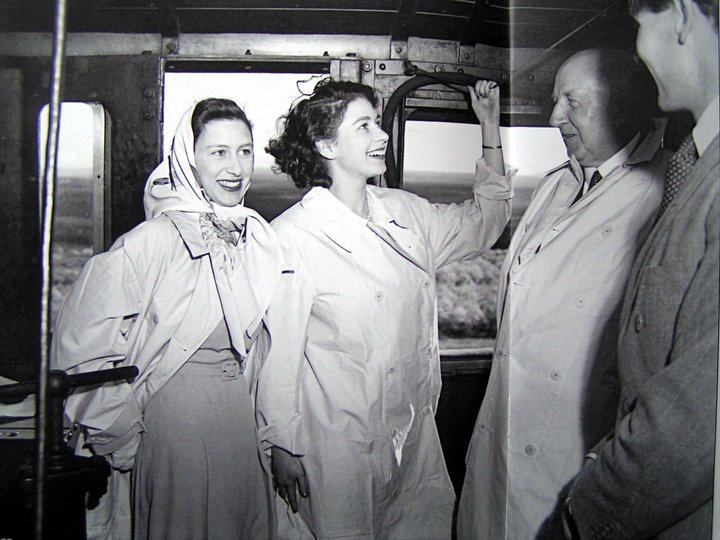
伊利沙伯（中）在南非（1947）

1947年，伊利沙伯首次与父母出訪南非。在21岁生日那天，她对英联邦發表广播演說，宣誓将终身投入对英联邦和帝国人民的服务中。
我在眾人面前宣告，我的一生無論長短，都將奉獻給你們，以及我們同屬的偉大帝國。但除非你們與我同心協力——正如我此刻邀請各位所做的——否則我將無力獨自實現這項承諾。我知道你們必會堅定地給予支持。願上帝助我履行誓言，也願上帝保佑所有願意參與其中的你們。

### 婚姻
伊利沙伯與希臘與丹麥的菲利普親王於1934年初次相遇，並於1937年再次會面。兩人均為維多利亞女王的玄孫輩，因此具有遠房表兄妹關係。另外，兩人亦分別為基斯頓九世的曾孫和玄孫女。1939年7月，當他們在德文郡達特茅斯的不列顛尼亞皇家海軍學院第三次相遇時，年僅13歲的伊利沙伯便表示自己愛上了18歲的菲利普，此後雙方開始書信往來。
這段關係當時引發了一些爭議。菲利普不僅身無恆產、生於海外（儘管他是英國國民，並在二戰期間全程服役於皇家海軍），他更有姊妹嫁給了與納粹黨人。瑪麗昂·克勞福德曾寫道：「國王的部分幕僚認為他配不上公主。這位親王既無領土也無王國，某些報刊更對菲利普的外國出身大做文章。」後來的傳記披露，伊利沙伯的母親最初對這樁婚事有所保留，甚至戲稱菲利普為「匈人」（The Hun）。不過晚年的王太后向傳記作家蒂姆·希爾德坦言，菲利普實為「一位英國紳士」。

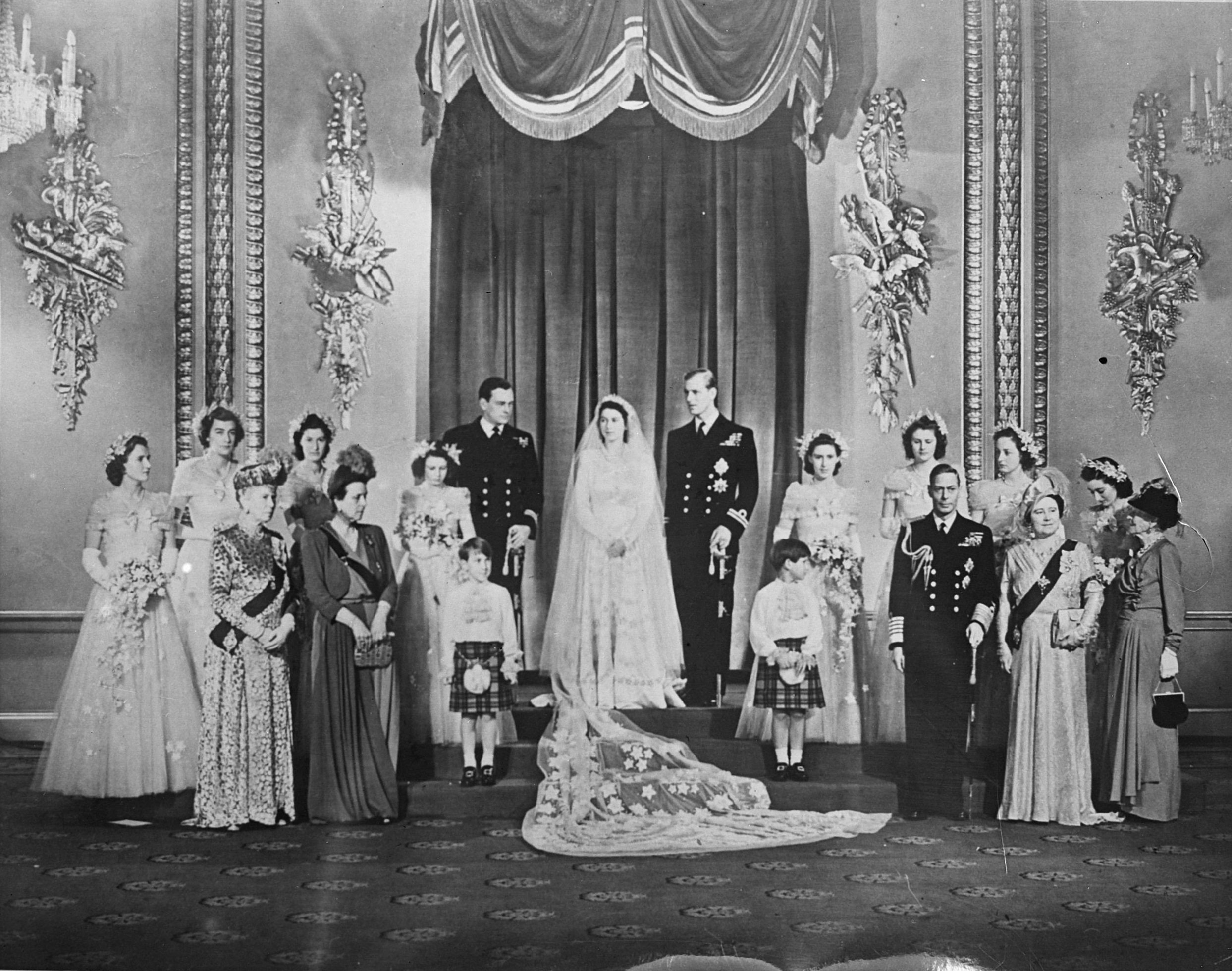
婚禮後的伊莉莎白與菲臘親王，攝於1947的白金漢宮。

在他們結婚前，菲利普正式放棄了希臘與丹麥的王室頭銜，並從希臘正教改宗英格蘭教會，同時採用母系英國家族的姓氏，使用「菲利普·蒙巴頓中尉」的頭銜。婚禮前夕，他被冊封為愛丁堡公爵並獲授「殿下」尊稱。1947年11月20日，伊利沙伯與菲利普在西敏寺舉行婚禮，收到來自全球的2500份賀禮。由於英國尚未從戰爭破壞中完全恢復，伊利沙伯甚至需要動用配給票才能購得由設計師諾曼·哈特奈爾打造的新娘禮服所需面料。在戰後的英國社會氛圍下，菲利普的德國籍親屬，包括他三位姊姊皆未獲邀出席婚禮。伊利沙伯的伯父溫莎公爵（即遜位的前國王愛德華八世）同樣不獲邀請。
1948年10月，喬治六世頒布英皇制誥，特別准許伊利沙伯公主的子女使用「王子」或「公主」的頭銜與稱號。一個月後，伊利沙伯公主誕下她的長子查爾斯。1950年8月，伊利沙伯誕下她唯一的女兒安妮。
婚後，這對夫婦租住於溫莎城堡附近的溫德爾舍姆莊園，直至1949年7月。此後，他們遷居至倫敦的加倫宮。1949至1951年間，由於菲利普作為皇家海軍現役軍官被派駐馬耳他直轄殖民地，伊利沙伯公主曾多次隨丈夫在馬耳他的瓜達馬尼亞小村莊居住數月，借住在菲利普的舅舅蒙巴頓勳爵租用的瓜達馬尼亞別墅。而查理斯及安妮則一直留在英國。

## 女王生涯

### 登基與加冕

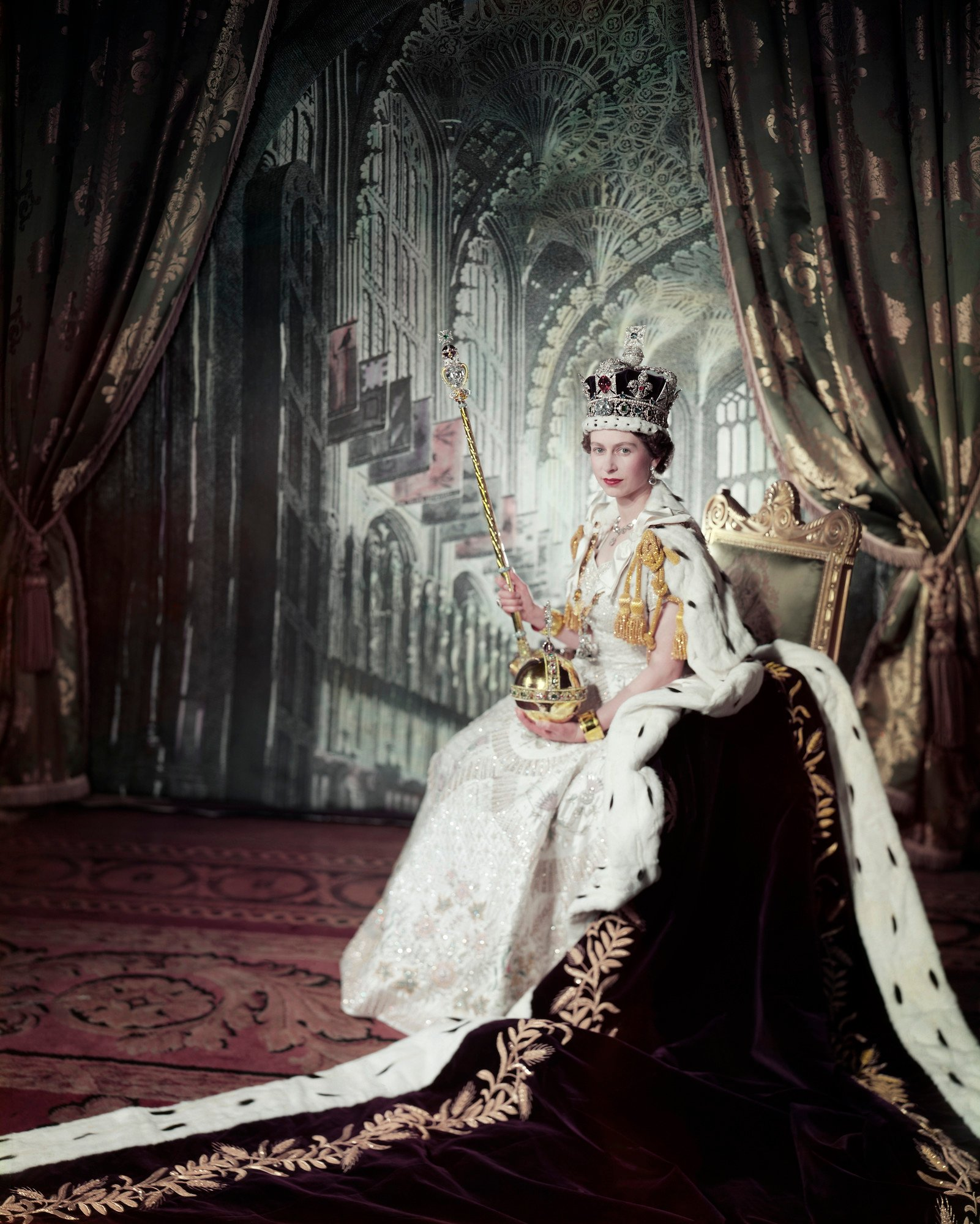
1953年拍攝的加冕官方肖像

1951年，隨著喬治六世健康狀況惡化，伊利沙伯開始頻繁代父出席公開活動。當年10月訪問加拿大與華盛頓特區，並會晤杜魯門總統時，她的私人秘書馬丁·查特里斯隨身攜帶了一份即位宣言草案，以防國王在她出訪期間駕崩。1952年初，伊利沙伯與菲利普啟程前往澳洲與紐西蘭，途中經過英國殖民地肯亞。2月6日，他們在樹頂旅館過夜後，剛返回肯亞的薩加納行宮時，便接到了父王駕崩的消息。她決定沿用「伊利沙伯」作為君主名號，因此稱號定為「伊利沙伯二世」。由於在蘇格蘭歷史上從未有過「伊利沙伯一世」，此稱號引發部分蘇格蘭人士不滿。隨著女王的繼位公告在各領地發布，王室代表團緊急返回英國。伊利沙伯與菲利普隨後入住白金漢宮。
隨著伊利沙伯繼位，王室家族是否會依當時已婚婦女慣例改從夫姓成為討論焦點。蒙巴頓勳爵主張採用「蒙巴頓王朝」，菲利普則提議以其公爵封號為名，改稱「愛丁堡王朝」。時任英國首相邱吉爾與伊利沙伯二世的祖母瑪麗均支持保留「溫莎王朝」。伊利沙伯最終於1952年4月9日發布聲明，確認王室繼續沿用溫莎為王朝名稱。菲利普曾為此抱怨：「我是全英國唯一不能讓子女繼承自己姓氏的男人。」直至1960年，兩人的子嗣中未具王室頭銜者，獲准使用「蒙巴頓-溫莎」為姓氏。
儘管祖母瑪麗於1953年3月24日逝世，加冕典禮仍依照其遺願於同年6月2日如期舉行。這場加冕儀式在西敏寺舉行，首次透過電視轉播，惟受膏與聖餐禮除外，觀眾包括2000萬英國人及近一億北美居民。根據伊利沙伯的指示，其加冕禮服上繡有各英聯邦成員國的國花標誌，包括英格蘭的都鐸薔薇、蘇格蘭的薊、威爾斯的韭蔥、愛爾蘭的三葉草、澳大利亞的金合歡、加拿大的楓葉、紐西蘭的銀葉蕨、南非的海神花、印度和錫蘭的蓮以及巴基斯坦的小麥、棉花和黃麻。

### 在位初期

伊莉莎白二世登基時以她名義統治的領土：英國本土（鮮紅）、英國屬地和保護國（深紅）、其他王國（粉紅）及其屬地（間綫）

自伊利沙伯出生以來，大英帝國持續轉型為英聯邦。至1952年她繼位時，其作為多個獨立國家元首的角色已然確立。1953年，伊利沙伯與菲利普展開為期七個月的環球訪問，通過陸路、海路和航空途徑造訪13個國家，行程超過64,000公里。她成為首位以在位君主身份訪問澳洲與紐西蘭的英國君主。此次巡訪期間，群眾規模空前，估計有高達四分之三的澳洲人口曾親眼目睹女王風采。在其在位期間，她進行了數百次國事訪問與英聯邦巡訪，成為出訪最頻繁的國家元首。
1956年，英國首相安東尼·艾登爵士與法國總理居伊·摩勒曾商議法國加入英聯邦的可能性。該提案最終未獲採納，隔年法國便簽署《羅馬條約》，成立歐洲經濟共同體（即歐洲聯盟前身）。同年11月，英國與法國出兵入侵埃及，意圖奪取蘇伊士運河控制權，最終以失敗告終。蒙巴頓勳爵事後透露伊利沙伯反對此次軍事行動，但艾登對此予以否認。兩個月後，艾登宣布辭去首相職務。

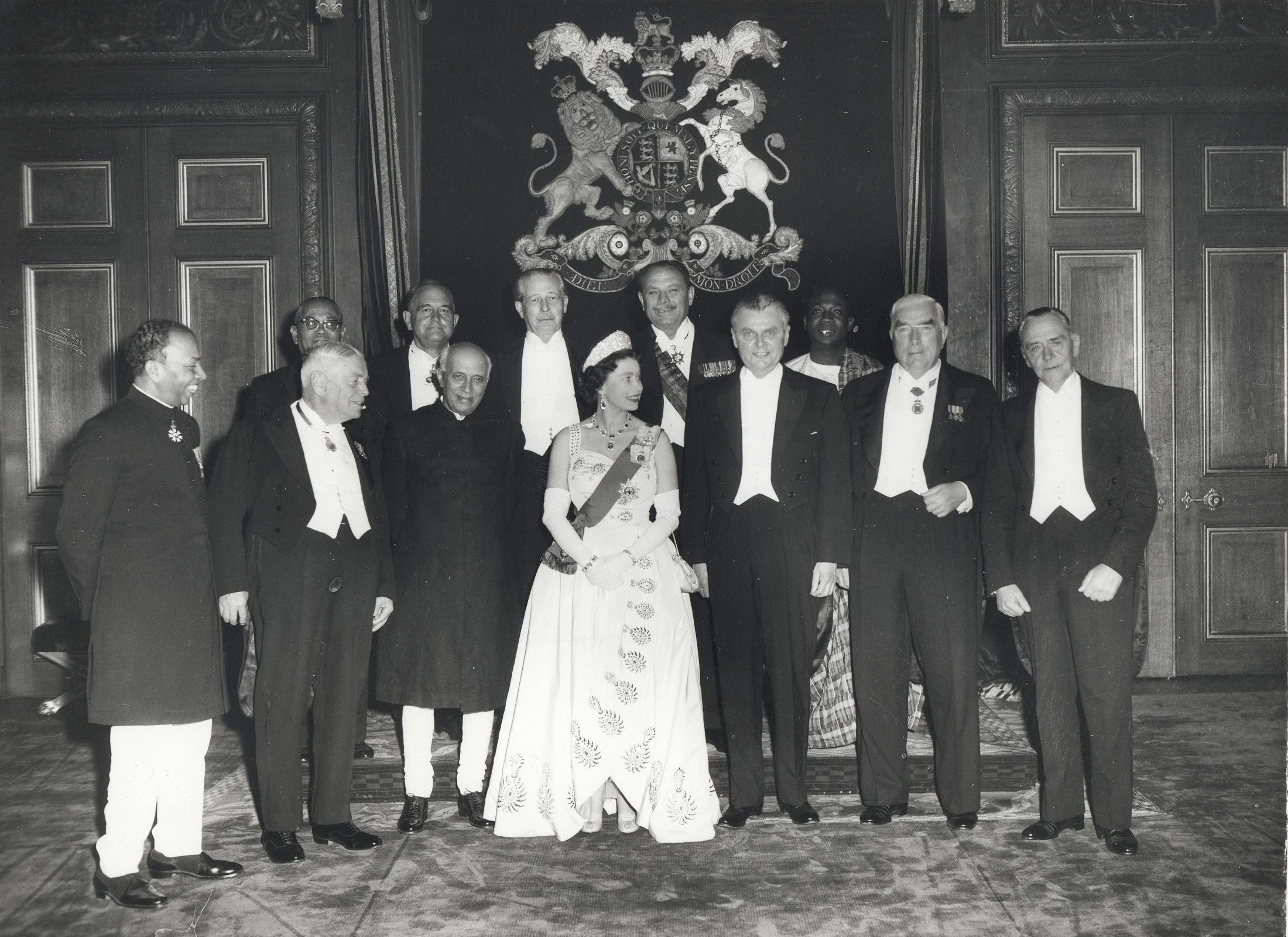
在1960年英聯邦政府首腦會議上，伊利沙伯二世與各成員國領袖的合照

在保守黨尚未建立正式領導人選舉機制的情況下，伊利沙伯需親自決定委託何人組閣以接替辭職的艾登。根據艾登建議，女王諮詢了樞密院議長梳士巴利侯爵。經梳士巴利侯爵與大法官法伊夫協商，並徵詢內閣成員、前首相邱吉爾以及後座議員「1922委員會」主席意見後，伊利沙伯二世最終任命他們共同推薦的麥美倫出任首相。
1957年，蘇伊士運河危機及艾登繼任人選問題使伊利沙伯首度面臨重大個人批評。擁有並主編某雜誌的約翰·格里格公開指責女王「與現實脫節」。此言論引發公眾人物齊聲譴責，更有民眾因憤慨其言論而掌摑該勳爵。六年後的1963年，當麥美倫辭職並建議女王任命何謨接任首相時，女王再度因「僅憑少數閣員（實則單一閣員）建議」任命首相而遭受批評。此事件直接促使保守黨於1965年建立正式黨魁選舉機制，終結了君主介入首相任命的憲政慣例。

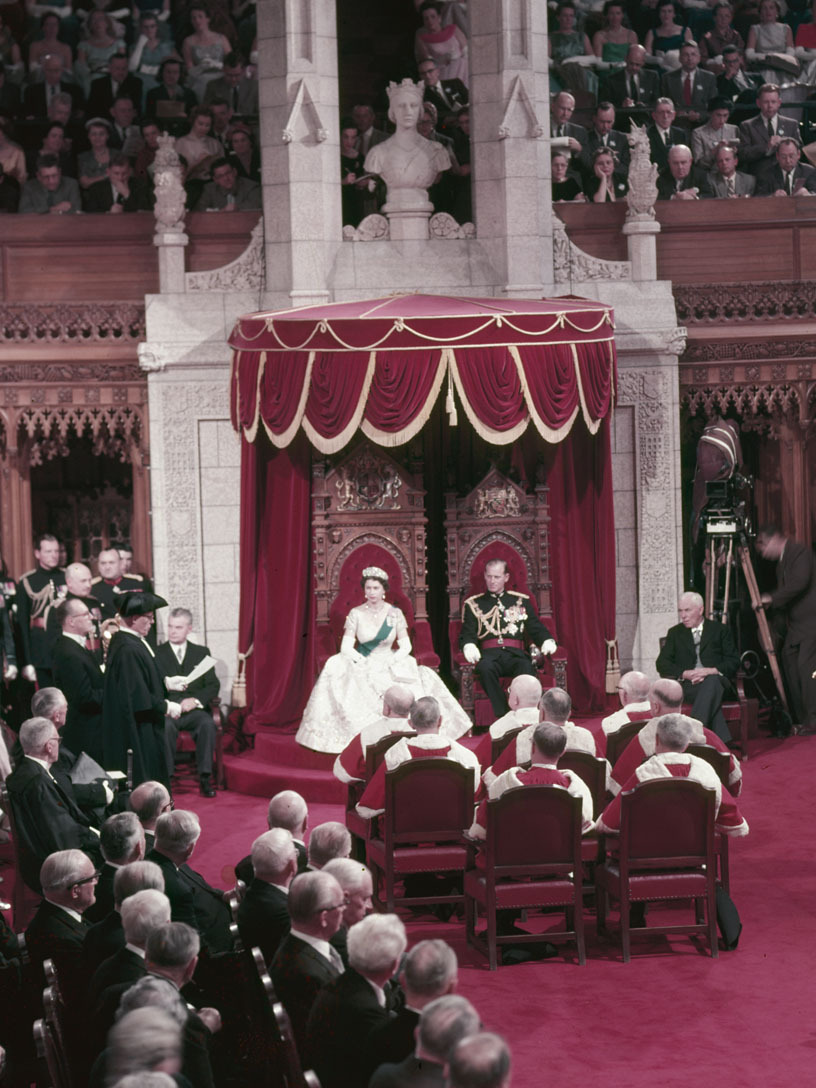
1957年，伊利沙伯與丈夫共同端坐於加拿大國會大廈的王座上。

1957年，伊利沙伯二世對美國進行國事訪問，期間她代表大英國協在聯合國大會發表演說。同次行程中，她主持了加拿大第23屆國會開幕，成為首位親自主持加拿大議會開幕儀式的在位君主。兩年後，她以加拿大女王身分再次訪問美國並巡視加拿大。1961年，女王先後訪問賽普勒斯、印度、巴基斯坦、尼泊爾和伊朗。同年訪問迦納時，儘管東道主（取代她成為元首的總統夸梅·恩克魯瑪）正面臨暗殺威脅，女王仍無視自身安全疑慮堅持出訪。時任首相麥美倫在信中寫道：「女王始終堅定不移......她厭惡被當成......電影明星般的對待......她確實『擁有男子般的膽識』......她熱愛職責並決心成為真正的君主。」1964年，她到訪魁北克前夕，媒體報導魁北克主權運動極端分子密謀暗殺女王。雖然最終未發生暗殺事件，但她在蒙特利爾期間仍遭遇暴動，當時媒體特別記載她「面對暴力時的鎮定與勇氣」。
1960年2月，伊利沙伯二世誕下第三個孩子安德魯，令她成為自1857年以來首位在位期間生育的君主。1964年3月，她的第四個孩子愛德華出生。

### 1960至1970年代
1960至1970年代，非洲與加勒比地區的去殖民化進程急速推進。為過渡到自治政府，超過20個國家脫離英國統治下獲得獨立。然而在1965年，羅德西亞總理伊恩·史密斯反對多數族裔執政，單方面宣布獨立，同時向伊利沙伯二世表示「忠誠與效忠」。儘管伊利沙伯二世正式罷免其職務，國際社會亦對羅德西亞實施制裁，該政權仍維持逾十年。隨着英國與前帝國屬地的聯繫減弱，英國政府轉而尋求加入歐洲共同體，並於1973年成功加入。
1966年，艾伯凡村發生礦難，導致116名兒童及28名成人喪生。伊利沙伯因延遲八日才到訪當地而遭受批評。女王私人秘書馬田·查特里斯事後承認，此次延誤是基於他的建議所致，並表示女王對此深感遺憾。
1972年10月，伊利沙伯二世歷史性訪問南斯拉夫，成為首位到訪共產國家的英國君主。她抵達時獲總統鐵托親赴機場迎接，貝爾格萊德更有數千群眾夾道歡迎。
1974年2月，英國首相希思在伊利沙伯二世出訪環太平洋奧斯特羅尼西亞地區期間，建議女王返英召開大選。是次選舉結果出現懸峙國會，希斯領導的保守黨雖非最大黨，但若能與自由黨組成聯合政府仍可繼續執政。希思在組閣談判破裂後辭職，女王遂委託反對黨工黨領袖威爾遜籌組政府。
1975年，澳洲憲政危機高峰期間，反對黨控制的參議院否決總理魏德倫的預算案後，總督卡爾行使職權將魏德倫免職。由於魏德倫在眾議院仍佔多數，議長戈登·斯科爾斯遂向伊利沙伯提出申訴，要求推翻卡爾的決定。女王以「不干預澳洲憲法賦予總督的權限」為由拒絕介入。此次危機直接加劇澳洲反對君主制的情緒，間接導致澳洲在1999年公投决定是否改行共和制。

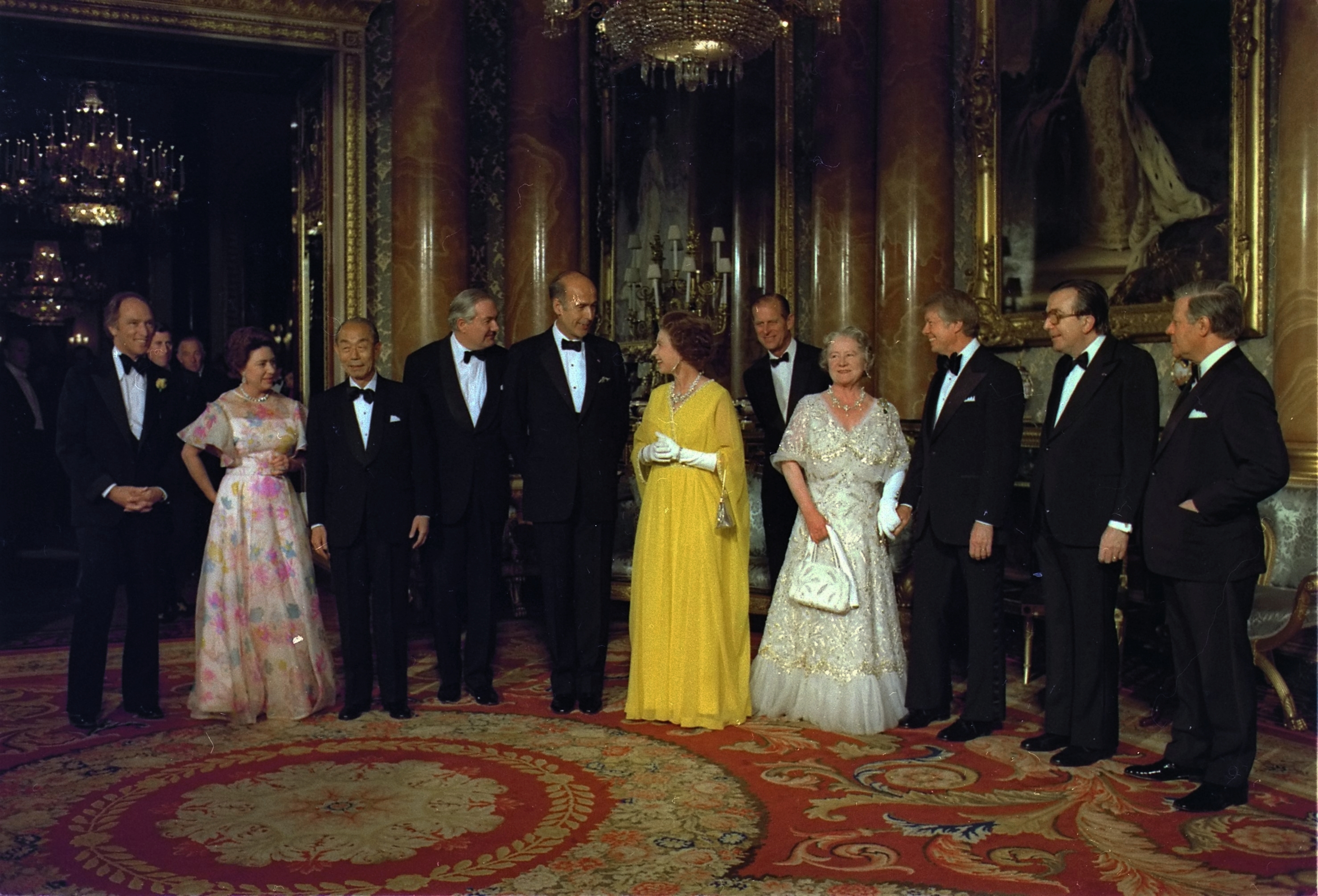
1977年，七國集團領導人與英國皇室成員及伊利沙伯二世（中）於倫敦的合影

1977年，伊利沙伯二世登基銀禧紀念期間，整個英聯邦都舉行了慶祝活動，其中許多活動與她的全國及大英國協巡訪行程同步進行。儘管當時傳媒正大肆報道瑪嘉烈公主與丈夫史諾頓伯爵分居的消息，這些慶典仍再次彰顯女王的超高人氣。
1978年，羅馬尼亞共產黨領袖壽西斯古及其妻子埃列娜到英國進行國事訪問，期間女王保持外交禮儀，但私下她認為這對夫婦「雙手沾滿鮮血」。翌年接連發生兩宗震驚事件：曾任女王畫作監管官的安東尼·布倫特被揭發是共產黨間諜，以及蒙巴頓勳爵遭臨時愛爾蘭共和軍暗殺。
根據保罗·马丁所述，至1970年代末，伊利沙伯二世已察覺加拿大總理皮耶·杜魯多認為「君主制毫無意義」。工黨元老托尼·本更透露，女王認為杜魯多「相當令人失望」。1980年，赴倫敦商討《加拿大憲法回歸》的加國政要發現，女王對議題的掌握度「遠超任何英國政客或官僚」。她尤其關注《C-60法案》流產的影響——該法案若通過，將改變其作為國家元首的角色。

### 1980年代

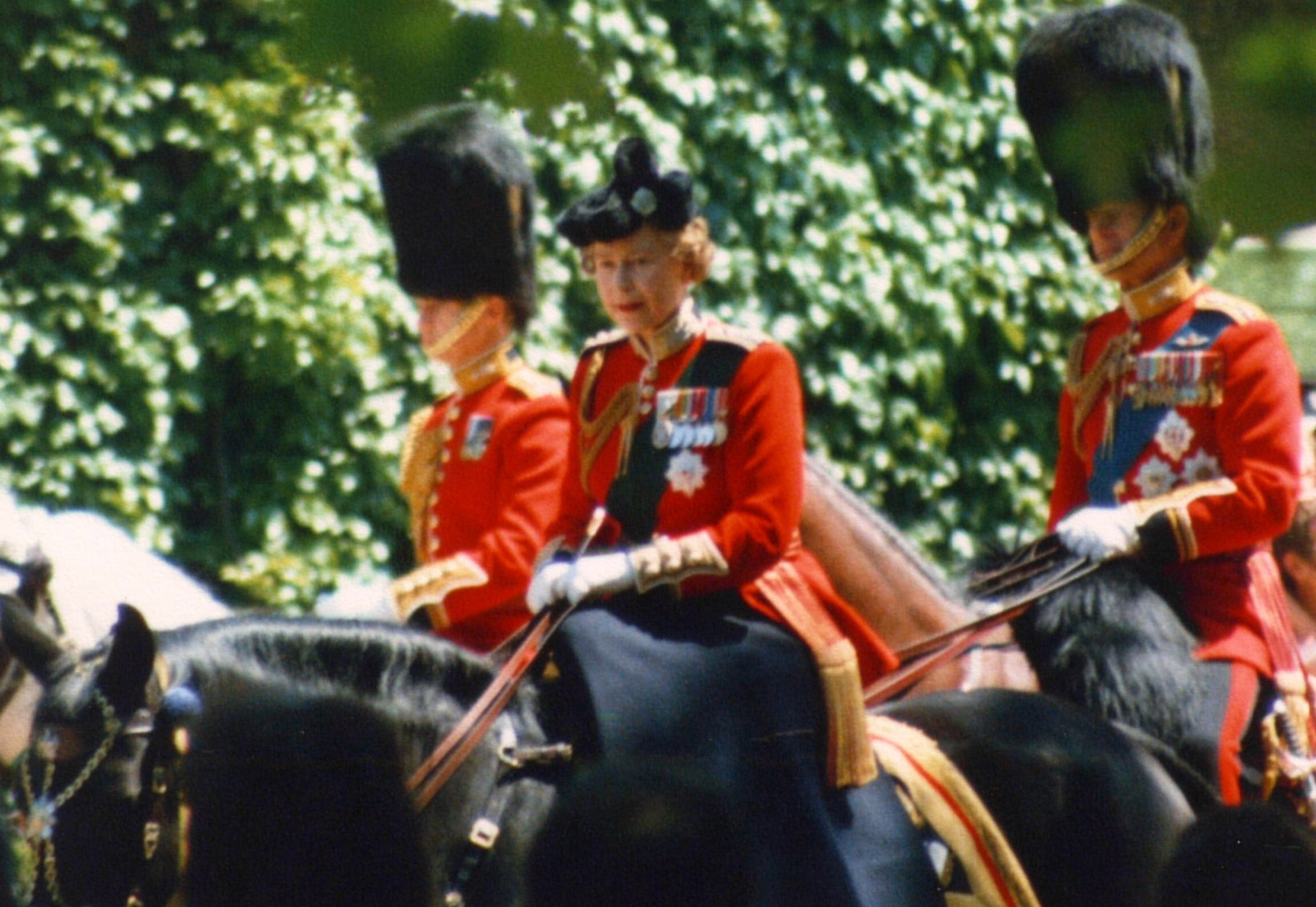
伊利沙伯二世在1986年皇家軍隊閱兵儀式上騎馬

1981年，在女王壽辰閱兵期間，伊利沙伯騎著愛駒「緬甸」（Burmese）行經倫敦林蔭大道時，近距離遭遇六發槍擊。警方事後證實子彈為空包彈。17歲的襲擊者馬庫斯·薩金特被判處五年監禁，實際服刑三年後獲釋。女王臨危不亂的鎮定及精湛的騎術廣受讚譽。同年10月，女王訪問紐西蘭但尼丁期間再度遇襲。17歲的克里斯托弗·約翰·路易斯從遊行路線旁建築物的五樓，以.22口徑步槍射擊未遂。路易斯雖遭逮捕，卻未被以謀殺未遂或叛國罪起訴，僅因「非法持有及使用槍械」判刑三年。服刑兩年後，他試圖從精神病院逃脫，企圖刺殺正攜威爾斯王妃戴安娜與威廉王子訪問紐西蘭的查理斯王子。

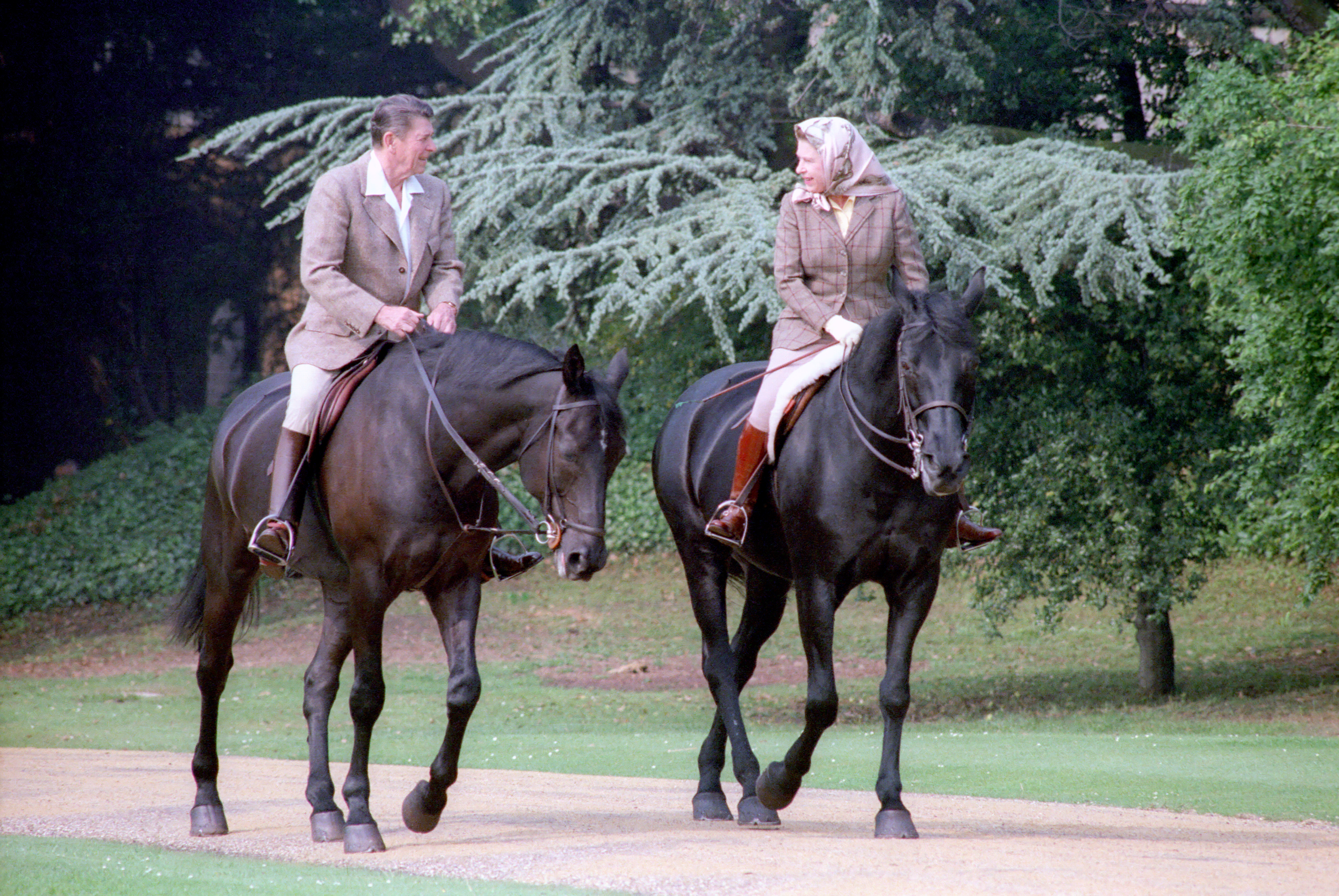
1982年6月，女王與列根在溫莎騎馬

1982年4月至9月，伊利沙伯之子安德魯隨英軍參與福克蘭戰爭，據報女王對此既感憂慮亦深以為傲。同年7月9日，女王在白金漢宮寢室醒來時，竟發現入侵者迈克尔·费根就在房內。由於嚴重保安疏漏，女王兩度致電宮警總機後，援助才抵達現場。同年，女王曾於溫莎城堡接待美國總統列根，並於1983年回訪其加州牧場。然而列根政府未事先通報便出兵入侵女王治下的加勒比領地格林納達，引發女王強烈不滿。
1980年代，媒體對王室成員私生活的瘋狂追逐催生了一系列聳動報道，尤以《太陽報》為甚。該報編輯凱爾文·麥肯齊曾對部下直言：「給我來個週末王室獨家。別管真假，只要事後別鬧太大就行。」《觀察家報》編輯唐納德·特雷爾福德在1986年9月21日的評論中寫道：「王室肥皂劇已讓公眾癡迷到難辨虛實⋯⋯某些報紙不僅不查證事實或接受澄清，他們根本不在乎故事真偽。」1986年7月20日《星期日泰晤士報》等媒體大幅報道，指伊利沙伯二世擔憂戴卓爾夫人的經濟政策加劇社會分裂，並對高失業率、連串騷亂、1984年—1985年英國礦工大罷工，以及英國拒對南非種族隔離政權實施制裁感到憂慮。傳聞源頭包括王室助手麥可·謝伊和大英國協秘書長施里達斯·蘭法爾，但謝伊聲明其言論遭斷章取義並被臆測誇大。據傳戴卓爾夫人曾諷刺女王會投票給其政敵社會民主黨，但戴卓爾傳記作者約翰·坎貝爾指該報道「純屬記者惡意杜撰」。雙方不和的傳聞實屬誇大，女王在戴卓爾夫人卸任後，仍親自授予其功績勳章與嘉德勳章兩項至高榮譽。1984至1993年間任加拿大總理的梅龍尼曾透露，女王是「終結種族隔離的幕後推手」。
1986年，伊利沙伯對中華人民共和國進行為期六天的國事訪問，成為首位踏足中國的英國君主，並參觀了紫禁城、萬里長城及秦始皇兵馬俑等歷史遺跡。在國宴致辭時，女王幽默提及首位英國使節攜伊利沙伯一世致明神宗國書途中失事的往事，並打趣道：「幸而在1602年後，郵政服務已大有改善」。此次訪問更標誌着中英雙方就香港回歸的共識。
1980年代末，伊利沙伯開始成為諷刺對象。1987年，王室年輕成員參與慈善遊戲節目《皇家大混戰》的舉動更遭輿論嘲弄。在加拿大，女王公開支持具政治分歧的憲法修正案，引發包括前總理皮埃爾·杜魯多在內的反對者批評。同年，斐濟民選政府遭軍事政變推翻。作為斐濟君主，女王支持總督佩納亞·加尼勞行使行政權力進行調解，但政變領袖西蒂韋尼·蘭布卡最終廢黜總督，並宣布斐濟改制共和。

### 1990年代
1991年，在海灣戰爭中聯盟取得勝利之後，伊利沙伯成為首位在美國國會聯席會議上致辭的英國君主。
1992年11月，伊利沙伯二世在紅寶石禧年演說中，以拉丁語（意為「可怕的一年」）形容該年。當時，有媒體誇大估算女王的私人財富，雖然被白金漢宮嚴正否認，仍導致英國的共和情緒上升；同時，王室成員接連傳出婚變醜聞。她的次子安德魯在3月與妻子莎拉分居；她的女兒安妮在4月與丈夫馬克·菲利普斯離婚；10月，伊利沙伯二世在德國德累斯頓的國事訪問中，有示威者向她投擲雞蛋；11月，溫莎城堡發生大火，燒毀逾百間廳室。由於君主制遭到更大的批評和公眾審視，伊利沙伯二世在一次異常個人化的演講中坦言：「任何制度都應接受批評，但或許能多點幽默、溫情與體諒」。兩天後，首相馬卓安宣布了在前一年擬定的對皇室財務的改革計劃，包括從1993年起伊利沙伯二世需繳納所得稅，以及削減王室年俸撥款。12月，王儲查爾斯和他的妻子戴安娜正式分居。年終，女王控告《太陽報》提前兩日刊載聖誕文告內容勝訴，該報除支付訴訟費外，需另捐20萬英鎊予慈善機構。此為五年內女王二度因版權問題成功起訴《太陽報》——1987年該報曾擅自刊登媳婦莎拉及孫女碧翠絲公主私照。
1994年1月，伊利沙伯在桑德林罕姆騎馬時，因座騎失足跌倒導致左手手舟骨骨折。同年10月，她成為首位踏足俄羅斯領土的在位英國君主。1995年10月，女王遭蒙特婁電台主持人皮埃爾·布拉薩的惡作劇電話欺騙，對方假冒時任加拿大總理让·克雷蒂安。誤以為正與克里純通話的女王表示，她支持加拿大統一，並願為影響魁北克獨立公投結果盡力。
1996年，媒體持續公開揭露王儲查理斯與戴安娜的婚姻狀況。伊利沙伯與丈夫菲利普、首相馬卓安、坎特伯雷大主教喬治·凱里及私人秘書羅伯特·費洛斯商議後，於1995年12月底致函查理斯與戴安娜，明確建議兩人離婚為宜。
1997年8月，威爾斯王妃戴安娜於巴黎車禍身亡。事發時，伊利沙伯正與王室成員在巴爾莫勒爾堡度假。戴安娜的兩名兒子——威廉與哈利提出前往教堂，女王與菲利普遂於當日上午親自陪同。此後五日，女王夫婦將兩位王子留在巴爾莫勒爾堡，使其遠離媒體騷擾以私下哀悼。然而，王室成員的沉默隱居，以及白金漢宮未下半旗致哀的決定，引發公眾強烈不滿。在輿論壓力下，女王於9月5日（戴安娜葬禮前夕）返回倫敦，並透過電視直播向全國發表講話。她在演說中表達對戴安娜的讚賞，以及「作為祖母」對兩位王子的關懷，成功化解大部分民眾的不滿。
1997年10月，伊利沙伯與菲利普對印度進行國事訪問，行程中包含極具爭議的札連瓦拉園大屠殺遺址悼念活動。示威者高呼「殺人女王滾回去」，要求女王為78年前英軍暴行道歉。女王夫婦在遺址公園內獻上花圈，並進行30秒默哀，此舉使民眾憤怒情緒大幅緩和，抗議活動隨後中止。同年11月，女王夫婦於國宴廳舉行金婚紀念酒會。女王致詞時特別肯定菲利普親王作為配偶的貢獻，更稱其為「我的力量與依靠」。
1999年，作為權力下放進程的一部分，伊利沙伯二世正式在威爾斯和蘇格蘭開設新成立的立法機構，分別為5月在加的夫開設的威爾斯國民議會，以及7月在愛丁堡開設的蘇格蘭議會。

### 千禧年代

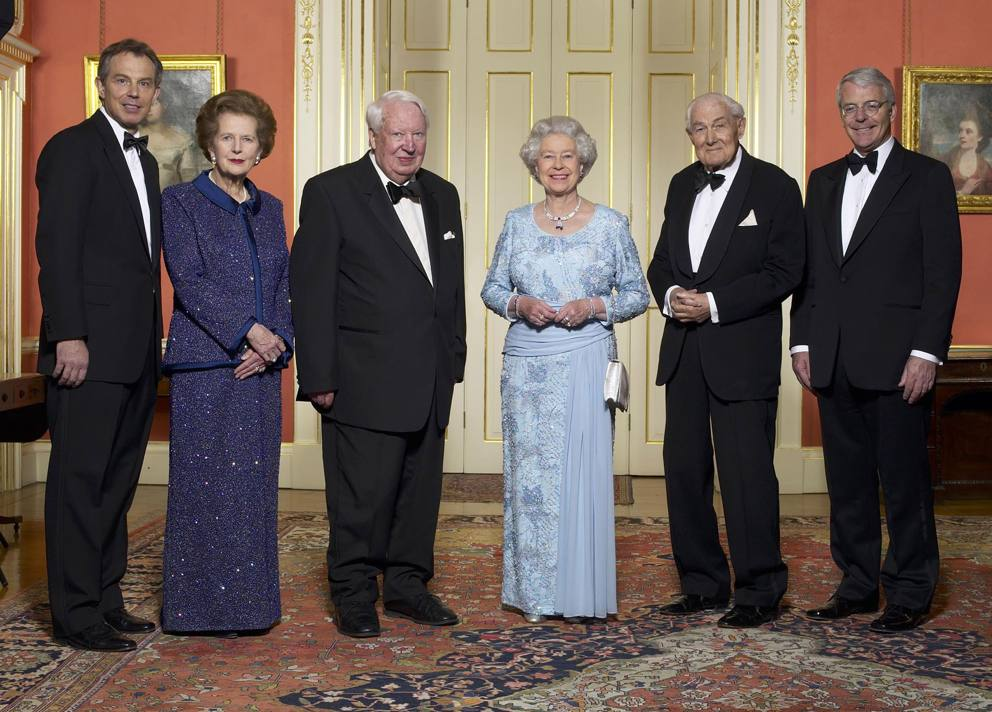
2002年，伊利沙伯二世於金禧年期間與五位仍在世的英國現任及前任首相共進晚餐。從左至右依次為：貝理雅、戴卓爾夫人、希思、伊利沙伯、詹姆斯·卡拉漢、馬卓安。

千禧年前夕，伊利沙伯與菲利普於南華克登船，前往千禧巨蛋。在通過倫敦塔橋前，女王以激光火炬點亮「倫敦池區」的國家千禧紀念聖火。接近午夜時分，她親自主持千禧穹頂開幕儀式，並在《友誼萬歲》的樂聲響起時，與菲利普親王及時任英國首相貝理雅手牽手合唱。2001年美國九一一襲擊事件後，女王打破傳統，下令在白金漢宮衛兵換崗儀式上演奏美國國歌《星條旗》，以表達對美國的聲援。
2002年，伊利沙伯二世迎來了她的金禧慶典，慶祝登基50週年。然而，她的妹妹及母親先後去世，令媒體紛紛猜測這場金禧慶典能否順利舉行。由於伊利沙伯與妹妹感情深厚，她對妹妹的離世感到震驚，並在她的葬禮上罕有地公開流淚。同年，伊利沙伯再度展開對英聯邦國家的訪問，並於2月到訪牙買加。她到訪總督官邸時遇上停電，但她參與告別宴會後，仍表示告別宴會「令人難忘」。和1977年一樣，街頭派對和紀念活動隨處可見，還有紀念碑以此來慶祝這個特殊的時刻。在倫敦為期三天的主要金禧慶祝活動中，每天有一百萬人參加，公眾對伊利沙伯二世的熱情超出了許多記者的預期。

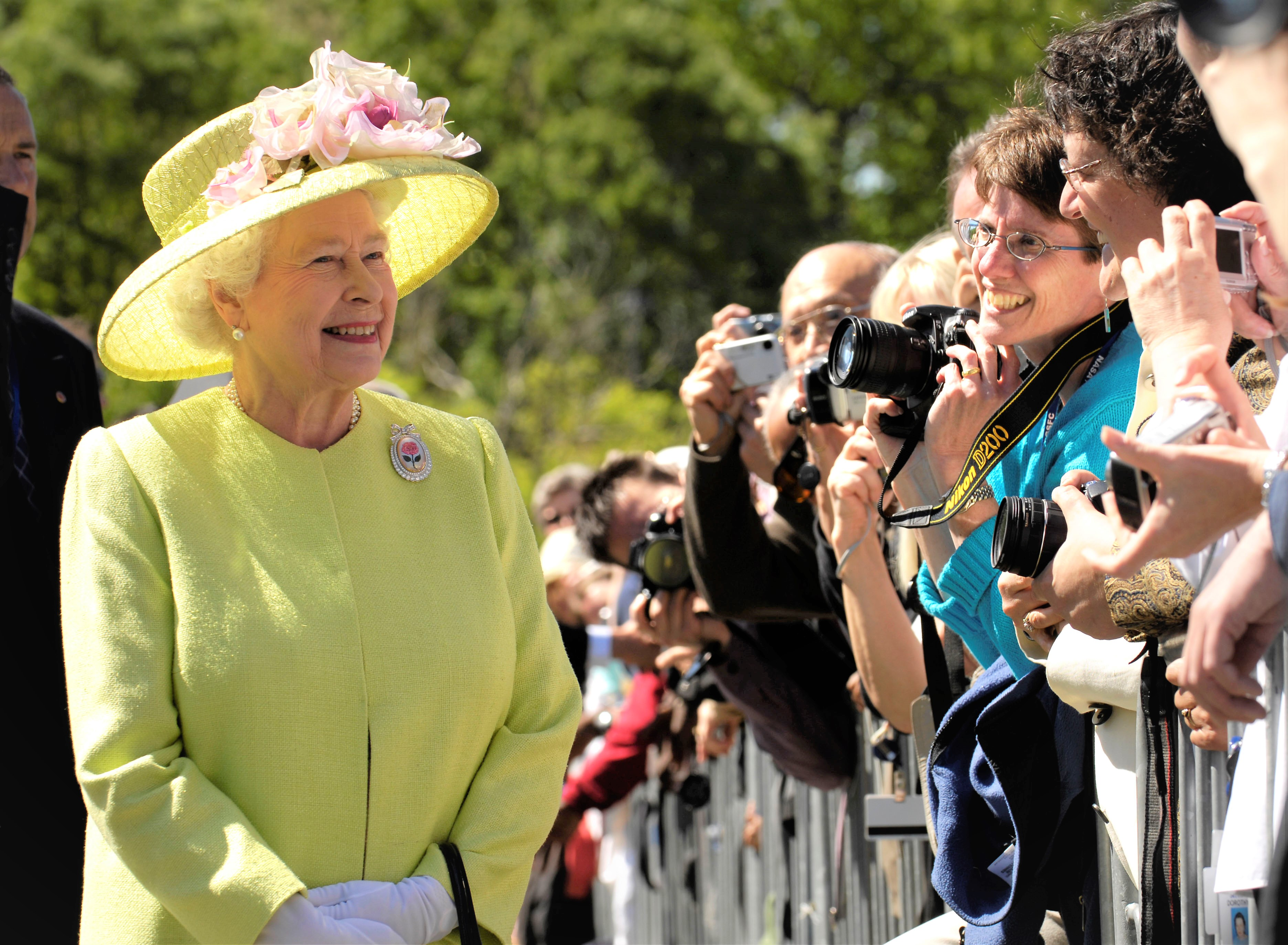
2007年5月，伊利沙伯於美國馬里蘭州戈達德太空飛行中心接見美國太空總署人員。

2003年，伊利沙伯控告《每日鏡報》侵犯私隱。該報記者偽裝成白金漢宮侍從潛入，秘密收集內部信息。女王成功取得禁制令，阻止該報發佈有關報道，《每日鏡報》最終支付了25000英鎊，以賠償其法律費用。她在2003年接受了雙膝關節內窺鏡手術。2006年10月，由於她未從背部肌肉拉傷中康復，她缺席了酋長球場的開幕儀式。
2007年5月，《每日電訊報》援引匿名消息來源報導，伊利沙伯對於時任首相貝理雅的政策感到「惱怒與沮喪」，包括對英軍在伊拉克與阿富汗的過度部署感到憂慮，以及對其農村政策表示關注。不過報導同時指出，女王讚賞貝理雅推動北愛和平進程的努力。同年11月，女王與菲臘成為英國史上首對慶祝鑽石婚（60週年）的在位君主夫婦。2008年3月20日，她更打破傳統，在北愛爾蘭阿馬聖帕特里克座堂參與首次於英格蘭與威爾斯以外舉行的濯足節儀式。
2010年，伊利沙伯二世以「大英國協所有王國君主暨大英國協元首」身份，第二度於聯合國大會發表演說。時任聯合國秘書長潘基文稱譽她為「當代定錨者」。在訪問加拿大後，女王於紐約為英國籍911事件遇難者主持紀念花園揭幕儀式。2011年，她在5月應愛爾蘭總統瑪麗·麥卡利斯邀請，成為首位對愛爾蘭共和國進行國事訪問的英國君主。另外，她亦在10月前往澳洲，進行為期11天的訪問，是她1954年以來第16次到訪當地。

### 登基鑽禧紀念

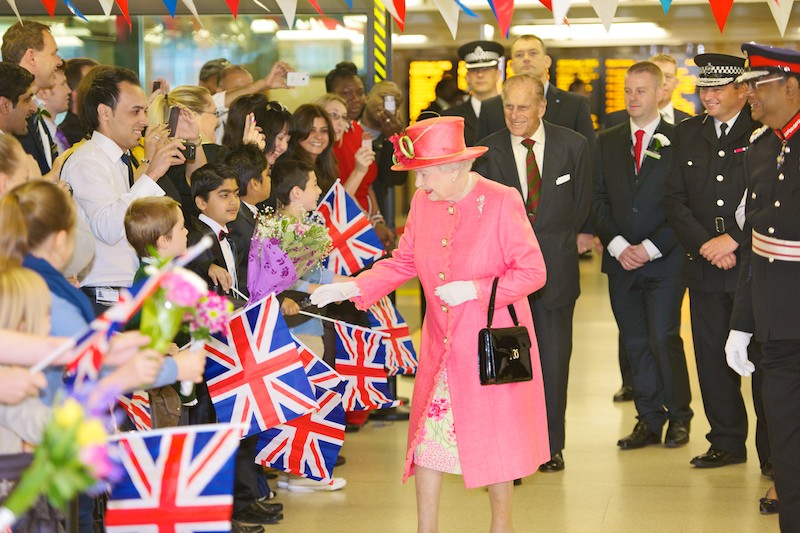
2012年7月，伊利沙伯到訪伯明翰。

2012年，伊利沙伯迎来登基60周年的「鑽禧慶典」，世界各地紛紛舉行慶祝活動。女王與菲臘到訪英國各地，而他們的子女與孫輩則代表女王出訪其他英聯邦國家6月4日，鑽禧聖火在全球各地點燃。12月18日，女王更成為自1781年的喬治三世以來，首位在和平時期出席內閣會議的英國君主。
女王曾於1976年為蒙特婁夏季奧運會揭幕，故她在2012年為倫敦奧運與殘奧揭幕後，便成為首位在兩個國家為兩屆奧運會開幕的國家元首。在倫敦奧運會開幕典禮上，她與飾演占士邦的丹尼爾·基克共同出演了一段短片。2013年4月4日，女王因對電影業的贊助而獲頒榮譽英國電影學院獎，在溫莎城堡的特別頒獎典禮上，她更被譽為「最令人難忘的邦女郎」。

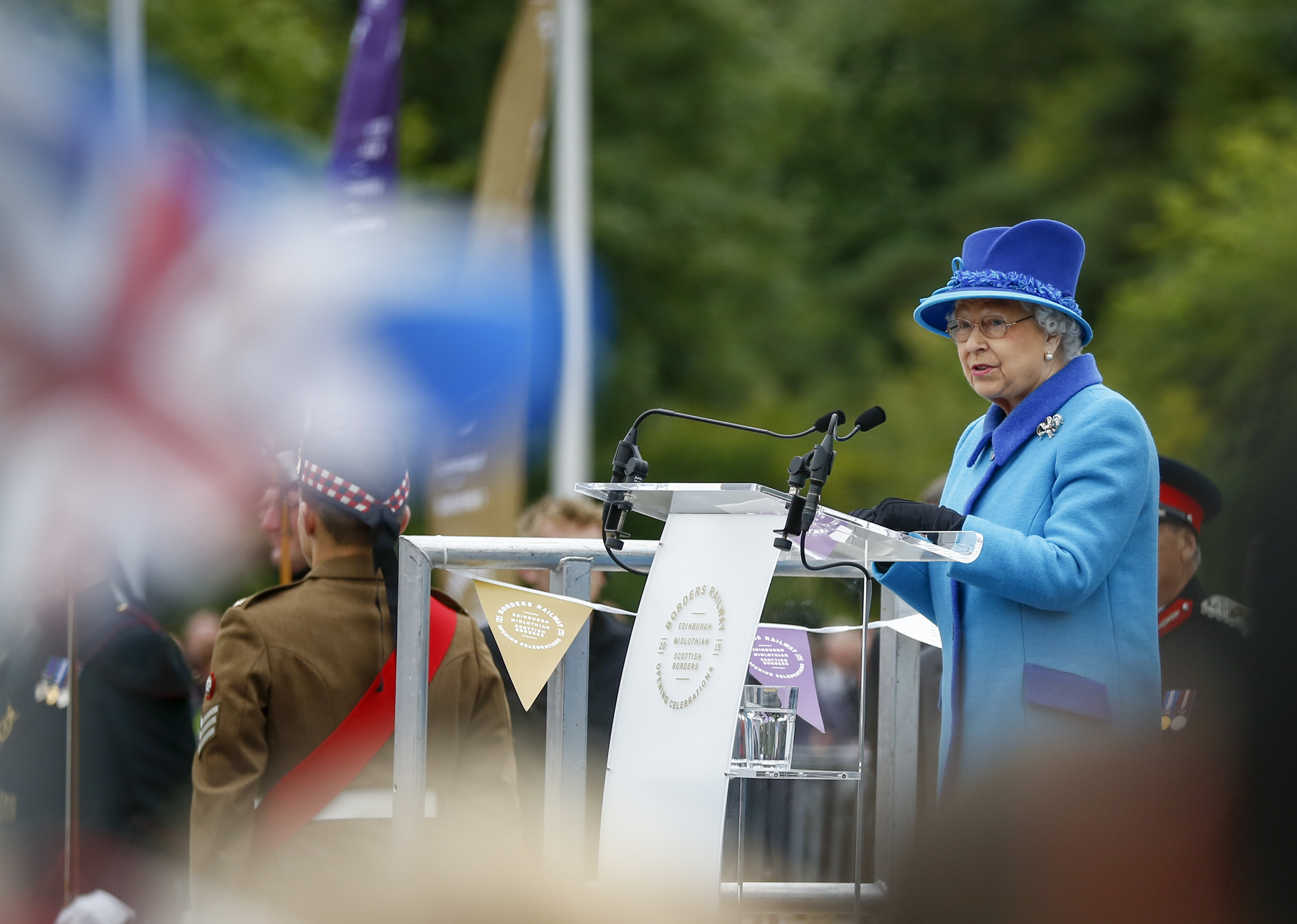
2015年9月9日，伊利沙伯成為以在位時間排列的英國君主列表的當天，她為一條鐵路線揭幕，並在演講中表示，她從未想過會實現這一里程碑。

2013年3月，伊利沙伯因腸胃炎症狀在愛德華七世醫院留院觀察一晚。一星期後，她在英聯邦日簽署《英聯邦憲章》。同年，由於年事已高需減少長途旅行，她40年來首次缺席兩年一度的「英聯邦政府首腦會議」，改由查理斯代表出席。2018年4月20日，英聯邦政府首腦宣布查理斯將繼任英聯邦元首，並表示這是女王「真誠的願望」。同年5月，她接受白內障手術。2019年3月，在丈夫菲臘發生車禍兩個月後，出於安全考慮，女王決定不再於公共道路駕車，結束了她長達數十年的親自駕車習慣。
女王在這段期間創下多項歷史紀錄：2007年12月21日，她超越高祖母維多利亞女王，成為英國史上最長壽的君主；2015年1月23日，隨著沙特阿拉伯國王阿卜杜拉逝世，她成為全球最年長的在位君主；同年9月9日，她超越維多利亞女王，成為英國史上在位最久的君主。2016年10月13日泰王普密蓬逝世後，她成為全球在位最久的現任君主；2017年11月21日辛巴威總統穆加貝辭職後，她更成為全球最年長的現任國家元首。2017年對女王而言是特別值得紀念的一年。2月6日，她成為首位慶祝藍寶石禧年（即位65週年）的英國君主；11月20日，她與菲臘親王慶祝白金婚（70週年），創下英國王室婚姻史上的新紀錄。

### 疫情與孀居
2020年3月19日，隨著2019冠狀病毒病疫情在英國蔓延，伊利沙伯二世遷往溫莎城堡進行自我隔離，作為預防措施。所有公開活動全部取消，溫莎城堡實施嚴格的防疫措施。

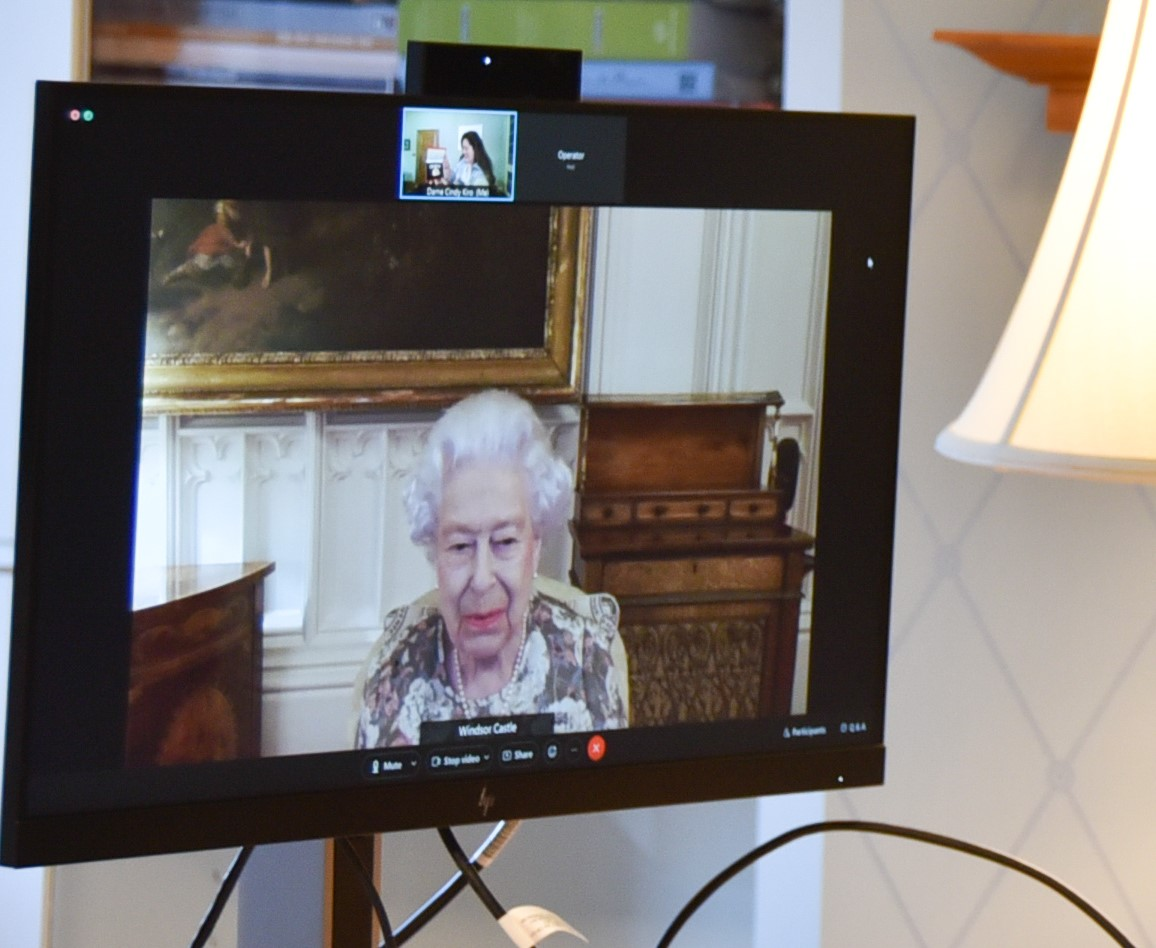
2021年10月，伊利沙伯二世在2019冠狀病毒病疫情期間與新西蘭總督辛迪·基羅舉行網上會議

4月5日，女王透過電視向全國發表特別講話，在英國吸引了約2400萬觀眾收看。她在演講中鼓勵民眾：「儘管我們可能還要忍受更多苦難，但請放心，美好的日子終將回來：我們將再次與朋友相聚，與家人團圓；我們終將重逢。」5月8日歐戰勝利75週年紀念日當晚9時，即1945年她的父親喬治六世向全國演講的時間，女王再次透過電視講話，呼籲人們「永不放棄，永不絕望」。2021年，女王分別於1月和4月接種了第一劑和第二劑2019冠狀病毒病疫苗。
2021年4月9日，與女王相伴73年的菲臘親王逝世，令伊利沙伯成為自維多利亞女王以來，首位以寡居身份統治的英國君主。據報導，女王在丈夫離世時陪伴在側。她私下曾表示，丈夫的離去「留下了巨大的空白」。由於當時英國正實施防疫限制，女王需在丈夫的葬禮上獨坐，引發全球民眾的同情。後續媒體披露，女王曾婉拒政府為她放寬防疫規定的提議。在2021年的聖誕致辭中，她深情緬懷「摯愛的菲臘」，說道：「直到生命盡頭，他那調皮而充滿求知慾的眼神，依然如我們初見時那般明亮。」
儘管疫情嚴峻，女王仍於2021年5月出席國會開幕大典，6月參與第47屆七國集團會議，並在溫莎城堡接待美國總統拜登，令拜登成為她會晤的第14位美國總統。同年10月，女王取消原定的北愛爾蘭訪問行程，在愛德華七世醫院留院接受「初步檢查」。2021年聖誕節期間，當女王駐蹕溫莎城堡時，一名19歲青年賈斯旺·辛格·柴爾（Jaswant Singh Chail）攜帶十字弓，利用繩梯闖入城堡花園，企圖為阿姆利則慘案報復行刺女王。然而，他尚未進入任何建築前已被逮捕，並根據《2007年精神健康法》被拘留。2023年2月，柴爾對「企圖傷害或驚嚇君主」的指控認罪，最終於10月被判處9年監禁，外加5年延長許可監督。法官同時根據《1983年精神健康法》第45A條下達混合令，要求他必須先在布羅德莫精神病院接受治療，完成療程後方能轉入一般監獄服刑。

### 登基白金禧紀念

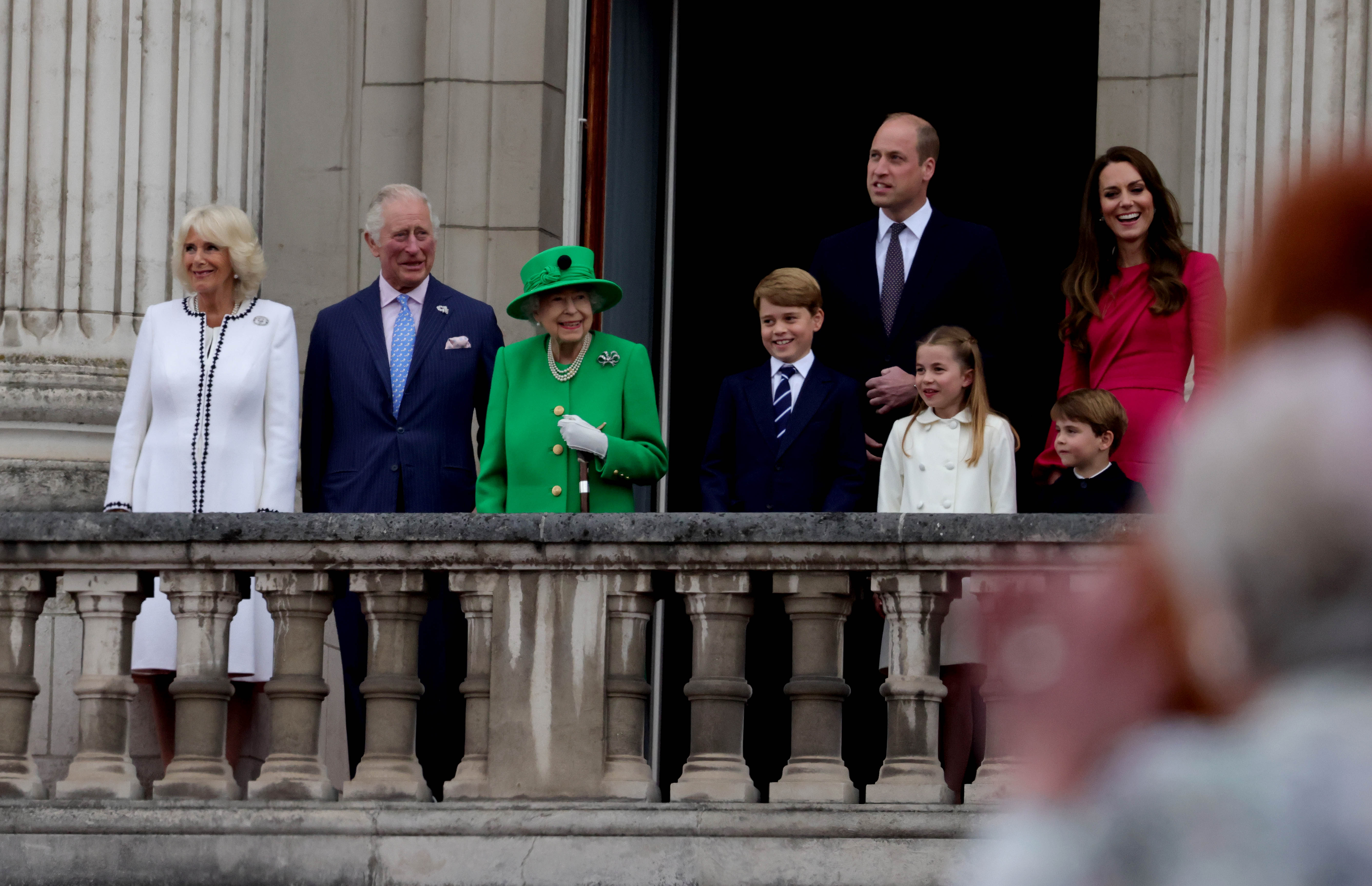
2022年6月，白金禧慶典結束後，在白金漢宮陽台上的伊利沙伯二世與其他王室成員。

2022年2月6日，伊利沙伯迎來登基70週年的「白金禧年」慶典。在這個歷史性時刻，女王透過特別聲明，重申了她在1947年的21歲生日時，在南非開普敦向英聯邦發表的著名宣言中，對終身公共服務事業的承諾。
2022年2月下旬，伊利沙伯與多名王室成員相繼確診2019冠狀病毒病，所幸女王僅出現「輕微感冒症狀」，並於月底康復。3月29日，她出席於西敏寺舉行的菲臘親王感恩儀式，但因「偶發性行動不便」，接連缺席當月的英聯邦日儀式與4月的皇家濯足節活動。5月，女王59年來首度缺席國會開幕大典。同月下旬，她驚喜現身柏靈頓站，為以其命名的「伊利沙伯線」主持啟用儀式。
2022年6月，伊利沙伯在公開的白金禧年慶祝活動中，主要僅能透過陽台露面形式參與，並缺席了6月3日的全國感恩儀式。6月13日，她以在位70年127天的紀錄，超越泰國國王普密蓬，成為在有確切在位紀錄的君主中，在位時間第二長的君主。9月6日，女王在蘇格蘭巴爾莫勒爾堡接見並任命她任內第15位英國首相卓慧思。這是英國歷史上首次有君主在白金漢宮以外地點接見新任首相，也使她成為任命最多位首相的英國君主。女王於9月7日發表最後一則公開訊息，慰問加拿大萨斯喀彻温省持刀伤人事件中的受害者。
雖然她晚年逐漸減少公開活動，並由查理斯分擔更多職責，伊利沙伯從未打算退位。2002年，她曾向加拿大總督伍冰枝明確表示：「退位不符合我們的傳統。當然，如果我完全神智不清了，那另當別論。」2022年6月，女王接見根德伯里大主教賈斯汀·韋爾比。大主教事後表示：「從她的言談中，我感受到她對死亡毫無畏懼，並對未來充滿盼望。她深知自己立命的根基，這給予她無比力量。」

## 駕崩

林蔭大道上擺滿民眾自發獻上的悼念花束與紀念物。

2022年9月8日，白金漢宮發表聲明：「經今晨進一步評估，女王御醫團隊對陛下健康狀況表示擔憂，建議持續接受醫療監護。女王目前狀況平穩，仍駐蹕於巴爾莫勒爾堡。」部分王室高級成員隨即緊急趕赴蘇格蘭。當日下午3時10分，女王安詳離世，終年96歲，官方於傍晚6時30分向公眾發布訃告，隨即啟動「倫敦橋行動」，以及因女王在蘇格蘭離世而追加的「獨角獸行動」。伊利沙伯成為自1542年的詹姆斯五世以來，首位在蘇格蘭逝世的在位君主。根據官方死亡證明記載，死因欄明確標註為「年老」。不過前首相鲍里斯·约翰逊與傳記作者蓋爾斯·布蘭德雷斯透露，女王生前其實罹患一種骨髓癌，當中布蘭德雷斯明確表示女王患有多發性骨髓瘤。
9月12日，伊利沙伯二世的靈柩沿著皇家一英里，移靈到聖吉爾斯大教堂，蘇格蘭王冠被安放在其上。在皇家弓箭手連隊的守衛下，靈柩在大教堂停靈24小時，期間約有33,000名民眾前來瞻仰悼念。9月13日，女王的靈柩由專機運抵倫敦西部的諾索爾特皇家空軍基地，隨後經由陸路移送至白金漢宮。9月14日，靈柩在軍方儀仗隊的護送下移至西敏廳，在君主近衛團和英國御林軍共同守衛下，停靈四日供民眾瞻仰，期間估計有25萬民眾前來致哀，政要及其他公眾人物亦紛紛前來悼念。9月16及17日，女王的四名子女及八位孫輩分別舉行守靈儀式。

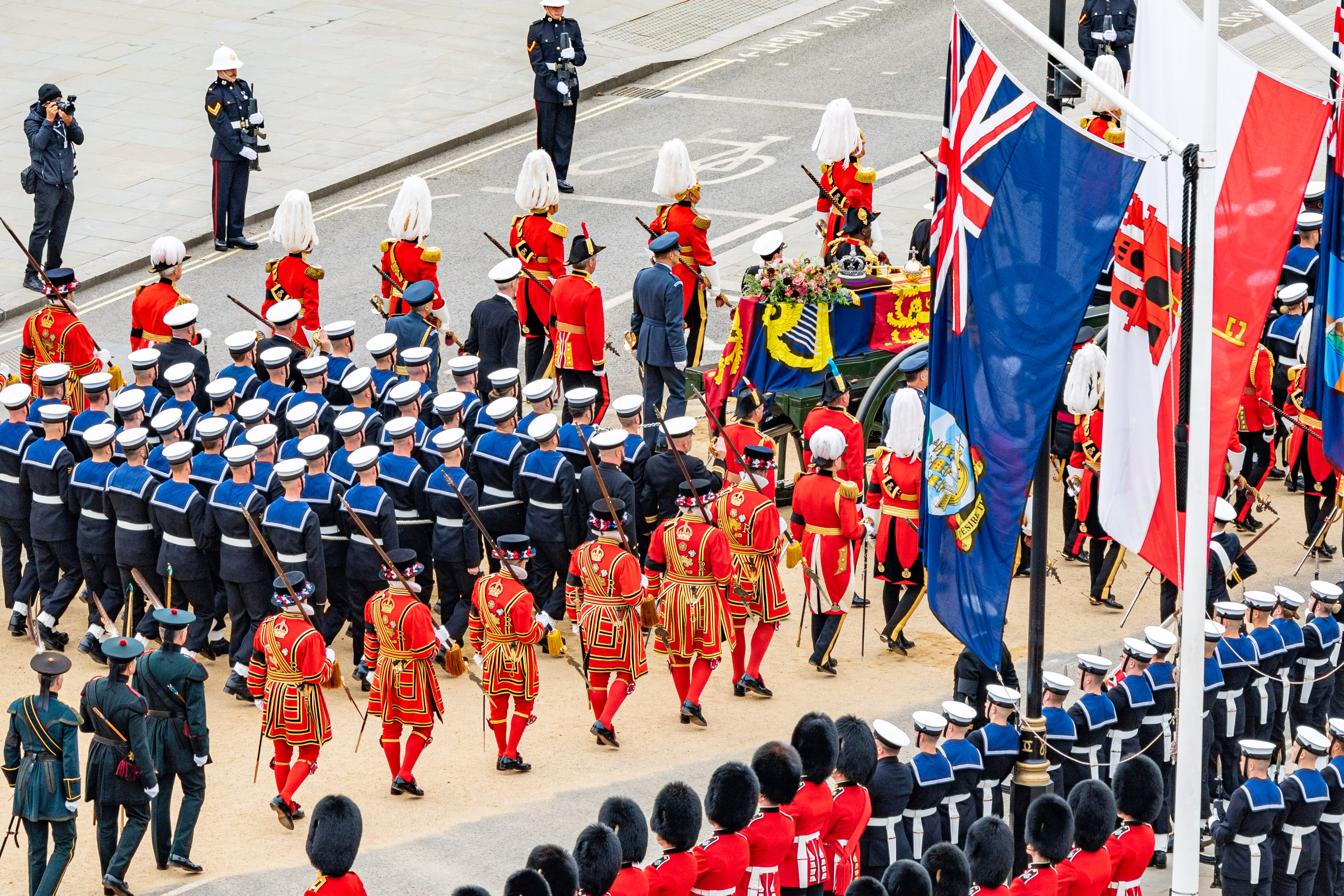
伊利沙伯二世的靈柩停放在皇家海軍國家砲架上，送往威靈頓拱門。

9月19日，伊利沙伯二世的國葬於西敏寺舉行，使她成為自1760年的喬治二世以來，首位在該教堂舉行葬禮的英國君主。倫敦市中心街道兩側聚集了超過百萬民眾，多個英聯邦國家宣布當天為公共假日。在溫莎城堡舉行的最後儀式上，1000名軍方人員組成的儀仗隊進行了莊嚴的送葬遊行，期間有97000名民眾在現場觀禮。女王的費爾小型馬和兩隻皇家柯基犬也在遊行隊伍旁靜立致哀。聖喬治禮拜堂的安息儀式結束後，在女王最親近的家庭成員的陪伴下，女王靈柩與2021年4月過世的丈夫於同日安葬於溫莎城堡的喬治六世紀念禮拜堂。

## 個人生活及形象

### 信仰、活動和興趣

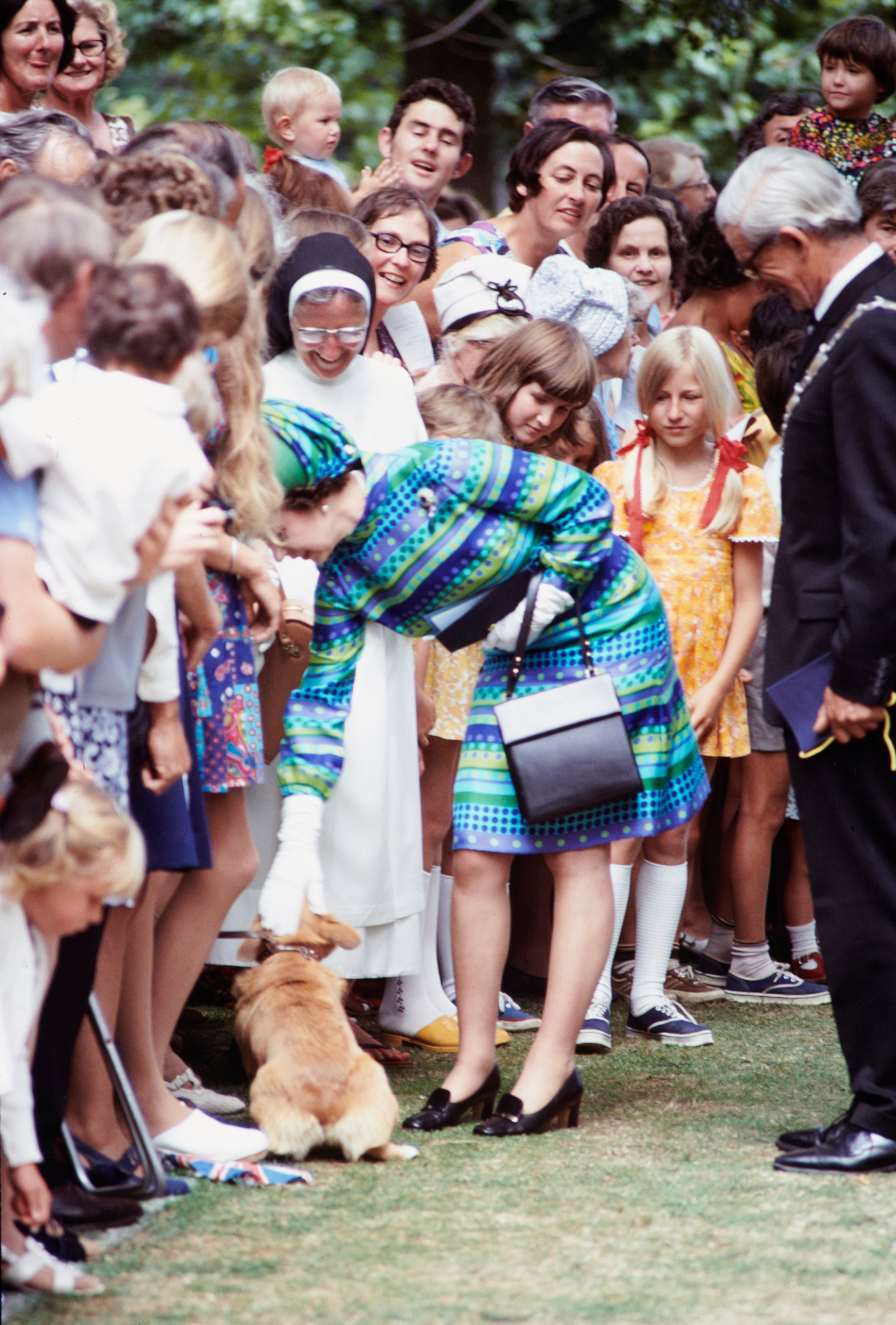
1974年，伊利沙伯二世在新西蘭撫摸一隻狗

伊利沙伯二世極少接受採訪，亦很少表達她的政治立場。在禮儀規範下，詢問或透露君主的看法並不適當。1984年，她到訪《泰晤士報》報社期間，記者保羅·羅特利奇冒昧詢問她對1984-1985年英國礦工大罷工的看法。女王以「這完全關乎某個人」（暗指罷工領袖阿瑟·斯卡吉爾）回應，既展現了政治敏感度，又展現了中立原則。羅特利奇此舉隨即引發媒體廣泛批評後，辯稱不知相關禮儀規範。2014年蘇格蘭獨立公投後，首相卡梅倫被拍到透露女王對結果「感到欣慰」。事實上，女王早前在巴爾莫勒爾教堂外對民眾表示希望人們「慎重考慮」的言論，已被視為經過精心設計的政治暗示。後續披露的文件顯示，這其實是應卡梅倫特別請求所作的謹慎表態。
伊利沙伯具有深厚的宗教與公民責任感，她始終嚴肅對待加冕誓言。除了作為英國國教會最高領袖的官方宗教角色外，她同時參與英格蘭國教會與蘇格蘭國教會的禮拜活動。她積極支持跨宗教交流，曾會晤多位宗教領袖，包括五位教宗，分別為庇護十二世、若望二十三世、若望保祿二世、本篤十六世與方濟各。在其每年向英聯邦發表的聖誕文告中，常可見她對個人信仰的闡述。如在2000年，她表示：「對我們許多人而言，信仰至關重要。基督的教誨與我在上帝面前的個人責任，為我的人生提供了行事準則。與你們許多人一樣，在艱難時刻，我從基督的話語與榜樣中獲得極大慰藉。」
伊利沙伯擔任超過600個組織與慈善機構的贊助人。根據慈善援助基金會估算，她在位期間為這些贊助對象籌集超過14億英鎊的資金。女王的個人愛好包括馬術運動與飼養犬隻，尤其是潘布魯克威爾斯哥基犬。她對哥基犬的終身熱愛始於1933年飼養的第一隻皇家哥基犬「杜基」（Dookie）。外界偶爾得以窺見王室輕鬆隨意的家庭生活場景，女王與家人時常一起下廚烹飪，餐後共同清洗餐具。

### 媒體報導和公眾輿論
1950年代，初登王位的年輕女王伊利沙伯二世被塑造成光鮮亮麗的「童話女王」形象。經歷第二次世界大戰的創傷後，人們充滿期望，期待「新伊利沙伯時代」帶來的進步與成就。雖然對伊利沙伯的負面評價偶然出現，如阿爾特林厄姆勳爵在1957年批評其演說「像自負女學生的言論」，但這些評論非常罕見。1960年代末，王室試圖透過電影《王室》及威爾斯親王授銜典禮的電視轉播，展現更現代化的君主制形象。伊利沙伯二世也開創多項先河。1970年，她到訪澳洲和新西蘭期間，她首度進行「皇家巡行」，與普通民眾近距離互動。女王的衣櫥逐漸形成獨特風格，以功能性而非時尚性為主導。在公開場合，她多穿著純色系外套與裝飾性帽子，確保在人群中易於辨識。據統計，近三分之一的英國人曾親眼目睹或面見伊利沙伯。
1977年伊利沙伯二世登基銀禧之際，人群和慶祝活動都十分熱烈；然而進入1980年代，隨著女王子女的個人與工作生活成為媒體焦點，王室面臨的公眾批評與日俱增。至1990年代，女王聲望跌至低潮。在輿論壓力下，她首度開始繳納所得稅，也對外開放白金漢宮。儘管當時英國共和主義的支持度創新高，但共和理念仍屬少數觀點，而女王個人始終保持著較高的民意支持率。批評聲浪主要針對君主制度本身及王室家族的言行，而非女王本人的行為舉措。這種對君主制的不滿在威爾斯王妃戴安娜去世時達到頂峰，不過隨著戴安娜逝世五日後，女王向全球發表的電視講話，其個人聲望與君主制的整體支持度均顯著回升。

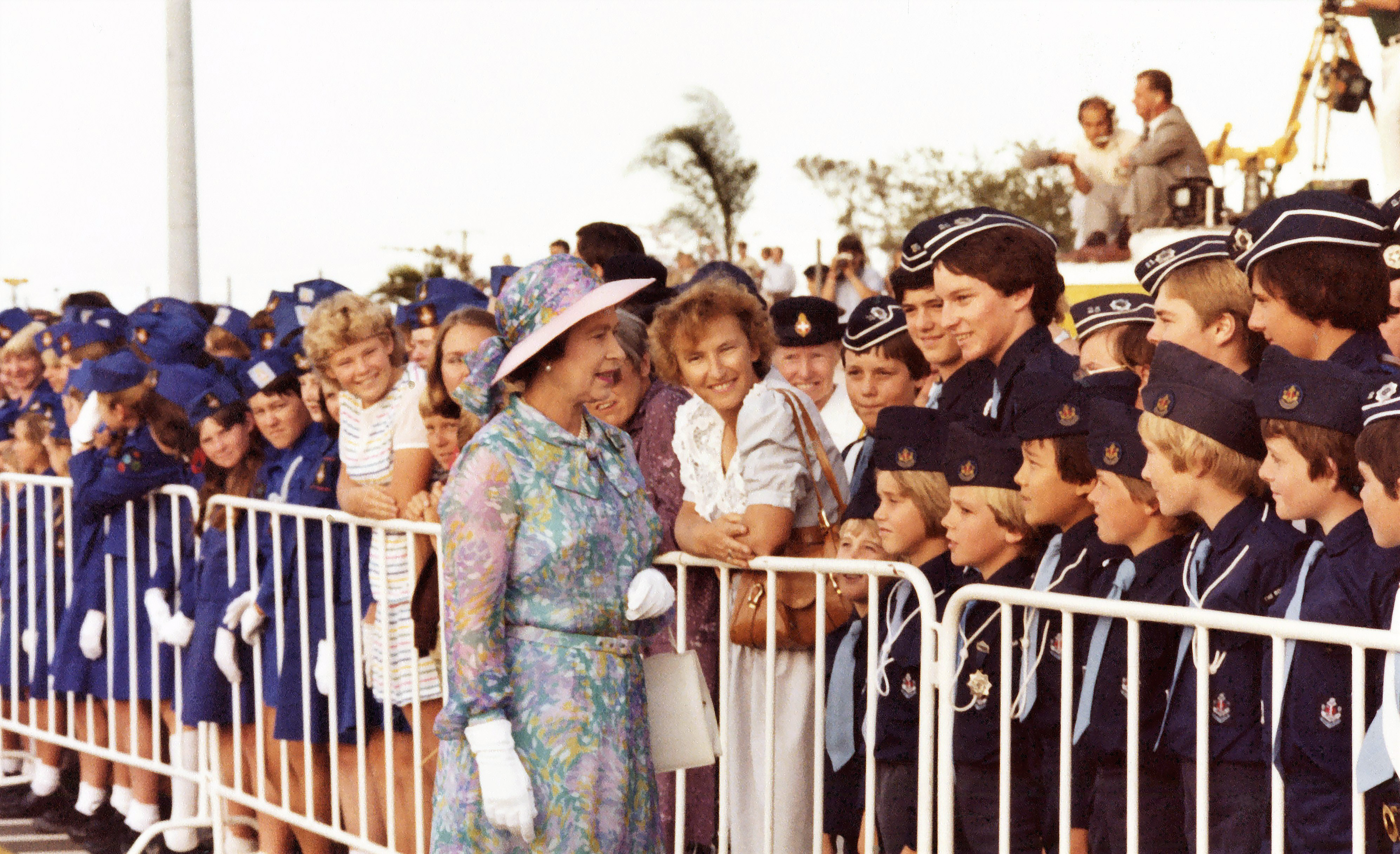
1982年，伊利沙伯到訪澳洲布里斯班。

1999年11月，澳洲共和制公投結果顯示，多數選民支持保留現行制度，而非改為間接選舉國家元首。許多共和派人士認為，君主制能在澳洲存續，關鍵在於伊利沙伯二世個人的崇高聲望。2010年，時任總理朱莉亞·吉拉德指出，澳洲民眾對女王懷有「深厚情感」，任何關於君主制的公投都應待其不再是女王後再議。曾領導1999年共和運動，並在朱莉亞·吉拉德任期結束後接任總理的譚保也認同，在女王有生之年，澳洲不可能通過共和制提案。譚保在2021年表示：「她是一位非凡的國家元首，坦白說，在澳洲，忠於伊利沙伯的人恐怕比支持君主制的人還多。」類似情況也在2008年圖瓦盧與2009年聖文森特和格林納丁斯的公投中出現，兩國選民均否決了改制共和的提案。
2006年和2007年英國的民調顯示，君主制得到了強而有力的支持，2012年，伊利沙伯二世登基鑽禧紀念期間，她的支持率達到90%，創歷史新高。然而在晚年，王室家族再度面臨輿論壓力。她的兒子安德魯因涉及杰弗里·爱泼斯坦和格希萊恩·麥克斯韋爾的案件，以及與弗吉尼亚·朱弗雷的性侵指控訴訟而備受爭議。另一方面，她的孫子哈里和夫人梅根脫離英國皇室，隨後移居美國，引發軒然大波。然而，在白金禧年期間進行的民調顯示，英國民眾對維持君主制的支持度依然穩固，而女王個人聲望始終居高不下。2021年，她在蓋洛普最敬佩的人民意調查中在最受尊敬的女性當中排行第三，她曾入選該榜52次，是史上進入前十名次數最多的女性。

## 頭銜、稱號、榮譽、徽章

### 頭銜及稱號
伊利沙伯二世本身是英格蘭教會最高領袖。她更在英聯邦各國中持有很多頭銜和軍銜。她在其統治的各個王國各有其君主頭銜。在澳洲和加拿大、紐西蘭和英國，她所用的頭銜是「伊利沙伯二世，蒙上帝恩典，本王國女王與她其它王國及領地女王，英聯邦元首，信仰守衛者」。

### 徽章
1944年至1952年期間，伊利沙伯的徽章採用特殊的菱形盾徽設計。基底採用英國皇家徽章，並以銀白色三尖標籤作為區別標誌。其中央尖角飾以都鐸玫瑰，兩側尖角則各繪有聖喬治十字。1952年繼位後，女王繼承了父親喬治六世的全套主權紋章體系。其中最顯著的改變是將王冠圖案進行現代化修改，採用聖愛德華王冠樣式，同時將盾徽頂部的頭盔更換為象徵君主權的閉合式設計，彰顯其作為國家元首的憲政地位。伊利沙伯還擁有皇家旗幟和個人旗幟，供不同地方使用。

伊利沙伯公主的徽章（1944–1947）
爱丁堡公爵夫人伊利沙伯公主的徽章（1947–1952）
伊利沙伯二世的徽章（苏格兰以外）
伊利沙伯二世在苏格兰使用的徽章
伊利沙伯二世在加拿大使用的徽章
大英國協元首旗

## 先祖
以下是伊利沙伯二世的三代先祖：
|  |                                                            |  |  |  |  |  |  |  |  |  |  |  |  |  |  |  |
|  | 曾祖父：英国的爱德华七世                                   |  |  |  |  |  |  |  |  |  |  |  |  |  |  |  |
|  |                                                            |  |  |  |  |  |  |  |  |  |  |  |  |  |  |  |
|  |                                                            |  |  |  |  |  |  |  |  |  |  |  |  |  |  |  |
|  | 祖父：英國的喬治五世                                       |  |  |  |  |  |  |  |  |  |  |  |  |  |  |  |
|  |                                                            |  |  |  |  |  |  |  |  |  |  |  |  |  |  |  |
|  |                                                            |  |  |  |  |  |  |  |  |  |  |  |  |  |  |  |
|  | 曾祖母：丹麥的亞歷山德拉公主                               |  |  |  |  |  |  |  |  |  |  |  |  |  |  |  |
|  |                                                            |  |  |  |  |  |  |  |  |  |  |  |  |  |  |  |
|  |                                                            |  |  |  |  |  |  |  |  |  |  |  |  |  |  |  |
|  | 父親：英国的喬治六世                                       |  |  |  |  |  |  |  |  |  |  |  |  |  |  |  |
|  |                                                            |  |  |  |  |  |  |  |  |  |  |  |  |  |  |  |
|  |                                                            |  |  |  |  |  |  |  |  |  |  |  |  |  |  |  |
|  | 外曾祖父：特克公爵法蘭西斯                                 |  |  |  |  |  |  |  |  |  |  |  |  |  |  |  |
|  |                                                            |  |  |  |  |  |  |  |  |  |  |  |  |  |  |  |
|  |                                                            |  |  |  |  |  |  |  |  |  |  |  |  |  |  |  |
|  | 祖母：特克的瑪麗公主                                       |  |  |  |  |  |  |  |  |  |  |  |  |  |  |  |
|  |                                                            |  |  |  |  |  |  |  |  |  |  |  |  |  |  |  |
|  |                                                            |  |  |  |  |  |  |  |  |  |  |  |  |  |  |  |
|  | 外曾祖母：劍橋的瑪麗·阿德萊德公主                          |  |  |  |  |  |  |  |  |  |  |  |  |  |  |  |
|  |                                                            |  |  |  |  |  |  |  |  |  |  |  |  |  |  |  |
|  |                                                            |  |  |  |  |  |  |  |  |  |  |  |  |  |  |  |
|  | 英女王伊利沙伯二世                                         |  |  |  |  |  |  |  |  |  |  |  |  |  |  |  |
|  |                                                            |  |  |  |  |  |  |  |  |  |  |  |  |  |  |  |
|  |                                                            |  |  |  |  |  |  |  |  |  |  |  |  |  |  |  |
|  | 外曾祖父：第十三代斯特拉斯莫爾和金霍恩伯爵克勞德·鮑斯-萊昂 |  |  |  |  |  |  |  |  |  |  |  |  |  |  |  |
|  |                                                            |  |  |  |  |  |  |  |  |  |  |  |  |  |  |  |
|  |                                                            |  |  |  |  |  |  |  |  |  |  |  |  |  |  |  |
|  | 外祖父：第十四代斯特拉斯莫爾和金霍恩伯爵克勞德·鮑斯-萊昂   |  |  |  |  |  |  |  |  |  |  |  |  |  |  |  |
|  |                                                            |  |  |  |  |  |  |  |  |  |  |  |  |  |  |  |
|  |                                                            |  |  |  |  |  |  |  |  |  |  |  |  |  |  |  |
|  | 外曾祖母：弗朗西斯·史密斯                                  |  |  |  |  |  |  |  |  |  |  |  |  |  |  |  |
|  |                                                            |  |  |  |  |  |  |  |  |  |  |  |  |  |  |  |
|  |                                                            |  |  |  |  |  |  |  |  |  |  |  |  |  |  |  |
|  | 母親：伊利沙伯·鲍斯-莱昂女勳爵                             |  |  |  |  |  |  |  |  |  |  |  |  |  |  |  |
|  |                                                            |  |  |  |  |  |  |  |  |  |  |  |  |  |  |  |
|  |                                                            |  |  |  |  |  |  |  |  |  |  |  |  |  |  |  |
|  | 外曾祖父：查尔斯·卡文迪什-本廷克                           |  |  |  |  |  |  |  |  |  |  |  |  |  |  |  |
|  |                                                            |  |  |  |  |  |  |  |  |  |  |  |  |  |  |  |
|  |                                                            |  |  |  |  |  |  |  |  |  |  |  |  |  |  |  |
|  | 外祖母：塞西莉亞·卡文迪許-本廷克                           |  |  |  |  |  |  |  |  |  |  |  |  |  |  |  |
|  |                                                            |  |  |  |  |  |  |  |  |  |  |  |  |  |  |  |
|  |                                                            |  |  |  |  |  |  |  |  |  |  |  |  |  |  |  |
|  | 外曾祖母：路易莎·本拿比                                    |  |  |  |  |  |  |  |  |  |  |  |  |  |  |  |
|  |                                                            |  |  |  |  |  |  |  |  |  |  |  |  |  |  |  |
|  |                                                            |  |  |  |  |  |  |  |  |  |  |  |  |  |  |  |

## 子孫
| 名字                 | 出生日期       | 結婚                             | 結婚                | 子女                      | 孫子女                                                     |
| 名字                 | 出生日期       | 日期                             | 配偶                | 子女                      | 孫子女                                                     |
| -------------------- | -------------- | -------------------------------- | ------------------- | ------------------------- | ---------------------------------------------------------- |
| 查爾斯三世           | 1948年11月14日 | 1981年7月29日 1996年8月28日離婚  | 黛安娜·史賓沙女勳爵 | 威爾斯親王威廉            | - 威爾斯的喬治王子 - 威爾斯的夏洛特公主 - 威爾斯的路易王子 |
| 查爾斯三世           | 1948年11月14日 | 1981年7月29日 1996年8月28日離婚  | 黛安娜·史賓沙女勳爵 | 薩塞克斯公爵哈里王子      | - 薩塞克斯的亞契王子 - 薩塞克斯的莉莉贝特公主              |
| 查爾斯三世           | 1948年11月14日 | 2005年4月9日                     | 卡米拉·帕克·鮑爾斯  | 不適用                    | 不適用                                                     |
| 長公主安妮           | 1950年8月15日  | 1973年11月14日 1992年4月23日離婚 | 马克·菲利普斯       | 彼得·菲利浦斯             | - 薩凡娜·菲利浦斯 - 艾拉·菲利浦斯                          |
| 長公主安妮           | 1950年8月15日  | 1973年11月14日 1992年4月23日離婚 | 马克·菲利普斯       | 扎拉·廷德爾               | - 米婭·廷德爾 - 莉娜·廷德爾 - 魯卡斯·廷德爾                |
| 長公主安妮           | 1950年8月15日  | 1992年12月12日                   | 提摩西·勞倫斯       | 不適用                    | 不適用                                                     |
| 約克公爵安德魯王子   | 1960年2月19日  | 1986年7月23日 1996年5月30日離婚  | 莎拉·弗格森         | 馬佩利·莫茨夫人碧翠絲公主 | - 施安娜·馬佩利·莫茨 - 雅典娜·馬佩利·莫茨                  |
| 約克公爵安德魯王子   | 1960年2月19日  | 1986年7月23日 1996年5月30日離婚  | 莎拉·弗格森         | 布魯斯班克夫人尤金妮公主  | - 奧古斯特·布魯斯班克 - 歐內斯特·布魯斯班克                |
| 愛丁堡公爵愛德華王子 | 1964年3月10日  | 1999年6月19日                    | 蘇菲·惠斯-鍾斯      | 路易絲·溫莎女勳爵         | 不適用                                                     |
| 愛丁堡公爵愛德華王子 | 1964年3月10日  | 1999年6月19日                    | 蘇菲·惠斯-鍾斯      | 威塞克斯伯爵詹姆斯        | 不適用                                                     |

## 註腳
1. ↑  . London Gazette. 1926-04-21.
2. ↑  Bradford 2012，第22頁; Brandreth 2004，第103頁; Marr 2011，第76頁; Pimlott 2001，第2–3頁; Lacey 2002，第75–76頁; Roberts 2000，第74頁
3. ↑  Hoey 2002，第40頁
4. ↑  Brandreth 2004，第103頁
5. ↑  Pimlott 2001，第12頁
6. ↑  Williamson 1987，第205頁
7. ↑  Pimlott 2001，第15頁
8. ↑  Lacey 2002，第56頁; Nicolson 1952，第433頁; Pimlott 2001，第14–16頁
9. ↑  Crawford 1950，第26頁; Pimlott 2001，第20頁; Shawcross 2002，第21頁
10. ↑  Brandreth 2004，第124頁; Lacey 2002，第62–63頁; Pimlott 2001，第24, 69頁
11. ↑  Brandreth 2004，第108–110頁; Lacey 2002，第159–161頁; Pimlott 2001，第20, 163頁
12. ↑  Brandreth 2004，第108–110頁
13. ↑  Brandreth 2004，第105頁; Lacey 2002，第81頁; Shawcross 2002，第21–22頁
14. ↑  Brandreth 2004，第105–106頁
15. ↑  Crawford 1950，第14–34頁; Heald 2007，第7–8頁; Warwick 2002，第35–39頁
16. ↑  Bond 2006，第8頁; Lacey 2002，第76頁; Pimlott 2001，第3頁
17. ↑  Lacey 2002，第97–98頁
18. ↑  Marr 2011，第78, 85頁; Pimlott 2001，第71–73頁
19. ↑  Brandreth 2004，第124頁; Crawford 1950，第85頁; Lacey 2002，第112頁; Marr 2011，第88頁; Pimlott 2001，第51頁; Shawcross 2002，第25頁
20. 1 2  . The Royal Family. The Royal Household. 2015-12-29  [2016-04-18]. （原始内容存档于2016-05-07）.
21. ↑  Marr 2011，第84頁; Pimlott 2001，第47頁
22. 1 2  Pimlott 2001，第54頁
23. 1 2  Pimlott 2001，第55頁
24. ↑  Warwick 2002，第102頁
25. ↑  Goodey, Emma. . The Royal Family (The Royal Household). 2015-12-21  [2016-04-18]. （原始内容存档于2016-05-07）.
26. ↑  Crawford 1950，第104–114頁; Pimlott 2001，第56–57頁
27. ↑  Crawford 1950，第114–119頁; Pimlott 2001，第57頁
28. ↑  . BBC Archive. 1940-10-13  [2009-07-22]. （原始内容存档于2019-11-27）.
29. ↑  . The Royal Household.   [2010-04-20]. （原始内容存档于2010-03-28）.
30. ↑  Pimlott 2001，第71頁
31. ↑  . The London Gazette (Supplement). 1945-03-06.
32. ↑    - Bradford 2012，第45頁; Lacey 2002，第136–137頁; Marr 2011，第100頁; Pimlott 2001，第75頁
  - . The London Gazette (Supplement). 1945-07-31.
33. ↑  Bond 2006，第10頁; Pimlott 2001，第79頁
34. ↑  . The Way We Were.  與Godfrey Talbot的访谈 (BBC Radio 4). 1985-05-08  [2024-04-04] –YouTube.
35. ↑  . BBC News. 2005-03-08  [2010-06-15]. （原始内容存档于2012-02-08）.
36. ↑  . National Museum of Wales.   [2009-12-17]. （原始内容存档于2014-05-18）.
37. ↑  Fisher, Connie. . The Royal Family (The Royal Household). 1947-04-20  [2016-04-18]. （原始内容存档于2017-01-03）.
38. ↑  Utley, Charles. . The Oldie. June 2017  [2022-09-08]. （原始内容存档于2022-05-31）.
39. ↑  Brandreth 2004，第132–139頁; Lacey 2002，第124–125頁; Pimlott 2001，第86頁
40. ↑  Bond 2006，第10頁; Brandreth 2004，第132–136, 166–169頁; Lacey 2002，第119, 126, 135頁
41. ↑  Edwards, Phil. . Channel 4. 2000-10-31  [2009-09-23]. （原始内容存档于2010-02-09）.
42. ↑  Crawford 1950，第180頁
43. ↑    - Davies, Caroline. . The Telegraph (London). 2006-04-20  [2009-09-23]. （原始内容存档于2022-01-09）.
  - Brandreth 2004，第314頁
44. ↑  Heald 2007，第xviii頁
45. ↑  Hoey 2002，第55–56頁; Pimlott 2001，第101, 137頁
46. ↑  . The London Gazette. 1947-11-21.
47. 1 2  . The Royal Household. 2007-11-18  [2010-06-20]. （原始内容存档于2010-12-03）.
48. ↑  Hoey 2002，第58頁; Pimlott 2001，第133–134頁
49. ↑  Hoey 2002，第59頁; Petropoulos 2006，第363頁
50. ↑  Bradford 2012，第61頁
51. ↑    - Letters Patent, 22 October 1948
  - Hoey 2002，第69–70頁; Pimlott 2001，第155–156頁
52. ↑  Pimlott 2001，第163頁
53. ↑  Brandreth 2004，第226–238頁; Pimlott 2001，第145, 159–163, 167頁
54. ↑  Brandreth 2004，第240–241頁; Lacey 2002，第166頁; Pimlott 2001，第169–172頁
55. ↑  Brandreth 2004，第245–247頁; Lacey 2002，第166頁; Pimlott 2001，第173–176頁; Shawcross 2002，第16頁
56. ↑  Bousfield & Toffoli 2002，第72頁; Bradford 2002，第166頁; Pimlott 2001，第179頁; Shawcross 2002，第17頁
57. ↑  Mitchell 2003，第113頁
58. ↑  Pimlott 2001，第178–179頁
59. ↑  Pimlott 2001，第186–187頁
60. ↑  Soames, Emma. . The Telegraph (London). 2012-06-01  [2019-03-12]. （原始内容存档于2012-06-02）.
61. ↑  Bradford 2012，第80頁; Brandreth 2004，第253–254頁; Lacey 2002，第172–173頁; Pimlott 2001，第183–185頁
62. ↑  Pimlott 2001，第297–298頁
63. ↑  . The London Gazette (Supplement). 1960-02-05.
64. ↑  Bradford 2012，第82頁
65. ↑  . The Royal Family. The Royal Household. 2003-05-25  [2016-04-18]. （原始内容存档于2021-02-07）.
66. ↑  Briggs 1995，第420 ff.頁; Pimlott 2001，第207頁; Roberts 2000，第82頁; Lacey 2002，第182頁
67. ↑  Lacey 2002，第190頁; Pimlott 2001，第247–248頁
68. ↑  Marr 2011，第272頁
69. ↑  Pimlott 2001，第182頁
70. ↑  . Royal Collection Trust.   [2016-02-20]. （原始内容存档于2016-03-01）.
71. ↑    - . The Royal Family. The Royal Household. 2015-10-13  [2016-04-18]. （原始内容存档于2019-02-01）.
  - Vallance, Adam. . The Royal Family (The Royal Household). 2015-12-22  [2016-04-18]. （原始内容存档于2019-03-22）.
  - Marr 2011，第126頁
72. ↑  Brandreth 2004，第278頁; Marr 2011，第126頁; Pimlott 2001，第224頁; Shawcross 2002，第59頁
73. ↑  Campbell, Sophie. . The Telegraph. 2012-05-11  [2016-02-20]. （原始内容存档于2022-01-10）.
74. ↑  Thomson, Mike. . BBC News. 2007-01-15  [2009-12-14]. （原始内容存档于2009-01-23）.
75. ↑  Pimlott 2001，第255頁; Roberts 2000，第84頁
76. ↑  Marr 2011，第175–176頁; Pimlott 2001，第256–260頁; Roberts 2000，第84頁
77. ↑  Lacey 2002，第199頁; Shawcross 2002，第75頁
78. ↑  Brandreth 2004，第374頁; Roberts 2000，第83頁
79. ↑  Brandreth 2004，第374頁; Pimlott 2001，第280–281頁; Shawcross 2002，第76頁
80. ↑  Hardman 2011，第22頁; Pimlott 2001，第324–335頁; Roberts 2000，第84頁
81. ↑  Roberts 2000，第84頁
82. 1 2  . The Royal Household.   [2012-02-12]. （原始内容存档于2010-05-04）.
83. ↑  Bradford 2012，第114頁
84. ↑  Pimlott 2001，第303頁; Shawcross 2002，第83頁
85. 1 2  Macmillan 1972，第466–472頁
86. ↑  Dubois, Paul. . The Gazette. 1964-10-12: 1  [2010-03-06]. （原始内容存档于2021-01-23）.
87. ↑  Bousfield & Toffoli 2002，第139頁
88. ↑  . BBC News. 2017-09-04  [2022-05-13]. （原始内容存档于2021-03-11）.
89. ↑  . The London Gazette. 1964-03-11.
90. ↑  Bond 2006，第66頁; Pimlott 2001，第345–354頁
91. ↑  Bradford 2012，第123, 154, 176頁; Pimlott 2001，第301, 315–316, 415–417頁
92. ↑    - . BBC News. 2022-09-10  [2022-12-20]. （原始内容存档于2022-11-23）.
  - . The Guardian. 2019-11-17  [2022-12-20]. （原始内容存档于2022-12-21）.
93. ↑  Hoey 2022，第58頁
94. ↑  . The New York Times. 1972-10-18  [2022-09-08]. （原始内容存档于2022-06-06）.
95. ↑  Bradford 2012，第181頁; Pimlott 2001，第418頁
96. ↑  Bradford 2012，第181頁; Marr 2011，第256頁; Pimlott 2001，第419頁; Shawcross 2002，第109–110頁
97. 1 2  Bond 2006，第96頁; Marr 2011，第257頁; Pimlott 2001，第427頁; Shawcross 2002，第110頁
98. ↑  Pimlott 2001，第428–429頁
99. ↑  Pimlott 2001，第449頁
100. ↑  Hardman 2011，第137頁; Roberts 2000，第88–89頁; Shawcross 2002，第178頁
101. ↑  Shawcross 2002，第178頁
102. ↑  Pimlott 2001，第336–337, 470–471頁; Roberts 2000，第88–89頁
103. 1 2 3 4  Heinricks, Geoff. . National Post (Toronto). 2000-09-29: B12.
104. ↑  . BBC News. 1981-09-14  [2010-06-21]. （原始内容存档于2011-07-28）.
105. ↑  Lacey 2002，第281頁; Pimlott 2001，第476–477頁; Shawcross 2002，第192頁
106. ↑  McNeilly, Hamish. . The Sydney Morning Herald. 2018-03-01  [2018-03-01]. （原始内容存档于2019-06-26）.
107. ↑  Ainge Roy, Eleanor. . The Guardian. 2018-01-13  [2018-03-01]. （原始内容存档于2018-03-01）.
108. ↑  Bond 2006，第115頁; Pimlott 2001，第487頁
109. ↑  Pimlott 2001，第487頁; Shawcross 2002，第127頁
110. ↑  Lacey 2002，第297–298頁; Pimlott 2001，第491頁
111. ↑  Bond 2006，第188頁; Pimlott 2001，第497頁
112. ↑  Pimlott 2001，第488–490頁
113. ↑  Pimlott 2001，第521頁
114. ↑  Hardman 2011，第216–217頁; Pimlott 2001，第503–515頁; Neil 1996，第195–207頁; Shawcross 2002，第129–132頁.
115. ↑  Neil 1996，第207頁; Wyatt 1999，diary of 26 October 1990
116. ↑  Campbell 2003，第467頁
117. ↑  Hardman 2011，第167, 171–173頁
118. ↑  Roberts 2000，第101頁; Shawcross 2002，第139頁
119. 1 2  Geddes, John. . Maclean's Special Commemorative. 2012: 72.
120. 1 2  MacQueen, Ken; Treble, Patricia. . Maclean's Special Commemorative. 2012: 43–44.
121. ↑  . The New York Times. 1986-10-13  [2022-09-08]. （原始内容存档于2022-06-06）.
122. ↑  BBC Books 1991，第181頁
123. ↑  Hardman 2019，第437頁
124. ↑  Bogert, Carroll R. . The Washington Post. 1986-10-13  [2022-10-12]. ISSN 0190-8286. （原始内容存档于2023-03-26）.
125. ↑  Lacey 2002，第293–294頁; Pimlott 2001，第541頁
126. ↑  Hardman 2011，第82–83頁; Lacey 2002，第307頁; Pimlott 2001，第522–526頁
127. ↑  Pimlott 2001，第515–516頁
128. ↑  Pimlott 2001，第538頁
129. ↑  Fisher, Connie. . The Royal Family (The Royal Household). 1992-11-24  [2016-04-18]. （原始内容存档于2017-01-03）.
130. ↑  Lacey 2002，第319頁; Marr 2011，第315頁; Pimlott 2001，第550–551頁
131. ↑  Stanglin, Douglas. . USA Today. 2010-03-18  [2010-03-19]. （原始内容存档于2010-05-15）.
132. ↑  Brandreth 2004，第377頁; Pimlott 2001，第558–559頁; Roberts 2000，第94頁; Shawcross 2002，第204頁
133. ↑  Brandreth 2004，第377頁
134. ↑  Bradford 2012，第229頁; Lacey 2002，第325–326頁; Pimlott 2001，第559–561頁
135. ↑  Bradford 2012，第226頁; Hardman 2011，第96頁; Lacey 2002，第328頁; Pimlott 2001，第561頁
136. ↑  Pimlott 2001，第562頁
137. ↑  . Associated Press News (London). 1993-02-03  [2021-12-27]. （原始内容存档于2022-04-07）.
138. ↑  . Associated Press News. 1994-01-17  [2022-09-01]. （原始内容存档于2022-08-31）.
139. ↑    - . Evansville Press. Associated Press. 1994-07-15: 2  [2022-09-08]. （原始内容存档于2022-06-06）.
  - Tomaszewski 2002，第22頁
140. ↑    - . The New York Times. 1995-10-29  [2022-09-08]. （原始内容存档于2022-06-06）.
  - . The Independent. 1995-10-28  [2022-09-08]. （原始内容存档于2022-06-03）.
141. ↑  Brandreth 2004，第356頁; Pimlott 2001，第572–577頁; Roberts 2000，第94頁; Shawcross 2002，第168頁
142. ↑  Brandreth 2004，第357頁; Pimlott 2001，第577頁
143. ↑  Brandreth 2004，第358頁; Hardman 2011，第101頁; Pimlott 2001，第610頁
144. ↑  Bond 2006，第134頁; Brandreth 2004，第358頁; Marr 2011，第338頁; Pimlott 2001，第615頁
145. ↑  Bond 2006，第134頁; Brandreth 2004，第358頁; Lacey 2002，第6–7頁; Pimlott 2001，第616頁; Roberts 2000，第98頁; Shawcross 2002，第8頁
146. ↑  Brandreth 2004，第358–359頁; Lacey 2002，第8–9頁; Pimlott 2001，第621–622頁
147. 1 2  Bond 2006，第134頁; Brandreth 2004，第359頁; Lacey 2002，第13–15頁; Pimlott 2001，第623–624頁
148. 1 2  . Amritsar, India: CNN. 1997-10-14  [2021-05-03]. （原始内容存档于2021-05-03）.
149. 1 2  Burns, John F. . The New York Times. 1997-10-15  [2013-02-12]. （原始内容存档于2013-05-17）.
150. 1 2  Fisher, Connie. . The Royal Family (The Royal Household). 1997-11-20  [2017-02-10]. （原始内容存档于2019-01-10）.
151. ↑  Gibbs, Geoffrey. . The Guardian. 1999-05-27  [2022-09-16]. （原始内容存档于2022-09-20）.
152. ↑  Engel, Matthew. . The Guardian. 1999-07-02  [2022-09-14]. （原始内容存档于2022-09-14）.
153. ↑    - . London SE1. December 1999  [2022-02-13]. （原始内容存档于2022-02-13）.
  - . BBC News. 1999-12-31  [2022-02-13]. （原始内容存档于2022-02-13）.
154. ↑  Knappett 2016，第24頁
155. ↑  Shawcross 2002，第224頁; Bedell Smith 2017，第423頁
156. ↑    - Kelso, Paul. . The Guardian. 2001-09-14  [2023-12-14]. （原始内容存档于2015-12-08）.
  - . The New York Times. 2022-09-11  [2023-12-14]. （原始内容存档于2023-12-14）.
157. ↑  Bond 2006，第156頁; Bradford 2012，第248–249頁; Marr 2011，第349–350頁
158. ↑  McDowell, Erin. . Insider. 2022-12-06  [2023-11-08].
159. ↑  Brandreth 2004，第31頁
160. ↑  Bond 2006，第166–167頁
161. ↑  Bond 2006，第157頁
162. ↑  Higham, Nick. . BBC News. 2012-09-14  [2022-05-31]. （原始内容存档于2022-06-06）.
163. ↑  Wells, Matt. . The Guardian. 2003-11-24  [2022-05-22]. （原始内容存档于2022-06-01）.
164. ↑  . BBC News. 2006-10-26  [2009-12-08]. （原始内容存档于2007-02-17）.
165. ↑  Alderson, Andrew. . The Telegraph. 2007-05-28  [2010-05-31]. （原始内容存档于2022-01-10）.
166. ↑  Alderson, Andrew. . The Telegraph. 2007-05-27  [2010-05-31]. （原始内容存档于2022-01-10）.
167. ↑  . BBC News. 2007-11-19  [2017-02-10]. （原始内容存档于2021-09-13）.
168. ↑  . BBC News. 2008-03-20  [2008-10-12]. （原始内容存档于2009-04-12）.
169. ↑  Berry, Ciara. . The Royal Family (The Royal Household). 2010-07-06  [2016-04-18]. （原始内容存档于2018-11-14）.
170. 1 2  . BBC News. 2010-07-07  [2010-07-07]. （原始内容存档于2010-07-15）.
171. ↑  Bradford 2012，第253頁
172. ↑  . The Telegraph. 2011-10-29  [2011-10-30]. （原始内容存档于2011-10-30）.
173. ↑    - . BBC News. 2012-03-07  [2012-05-31]. （原始内容存档于2012-03-18）.
  -  (新闻稿). Government of Canada. 2011-12-14  [2012-05-31]. （原始内容存档于2018-05-20）.
174. ↑  . The Queen's Diamond Jubilee Beacons.   [2016-04-28]. （原始内容存档于2018-11-16）.
175. ↑  . BBC News. 2012-12-18  [2019-06-09]. （原始内容存档于2013-01-28）.
176. ↑  . PR Newswire. 2012-07-24  [2015-03-22]. （原始内容存档于2015-04-02）.
177. ↑  Brown, Nicholas. . BBC News. 2012-07-27  [2012-07-27]. （原始内容存档于2019-04-19）.
178. ↑  . BBC News. 2013-04-04  [2013-04-07]. （原始内容存档于2013-04-07）.
179. ↑  Berry, Ciara. . The Royal Family (The Royal Household). 2015-09-09  [2022-09-08]. （原始内容存档于2022-06-06）.
180. ↑  . BBC News. 2013-03-04  [2013-03-04]. （原始内容存档于2013-03-04）.
181. ↑  . BBC News. 2013-03-11  [2016-10-23]. （原始内容存档于2016-10-24）.
182. ↑  . BBC News. 2013-05-07  [2013-05-07]. （原始内容存档于2021-01-25）.
183. ↑  . BBC News. 2018-04-20  [2018-04-21]. （原始内容存档于2018-04-20）.
184. ↑  Collier, Hatty. . Evening Standard. 2018-06-08  [2021-03-19]. （原始内容存档于2021-03-08） –Yahoo! News.
185. ↑  Nikkash, Roya. . The Times. 2019-03-31  [2019-03-31]. （原始内容存档于2019-03-31）.
186. ↑    - . The Hindu. 2015-01-24  [2017-11-20]. （原始内容存档于2020-01-02）.
  - Rayner, Gordon. . The Telegraph. 2015-01-23  [2017-11-20]. （原始内容存档于2022-01-10）.
187. ↑    - . HuffPost. 2014-09-06  [2014-09-28]. （原始内容存档于2014-09-26）.
  - Modh, Shrikant. . Philately News. 2015-09-11  [2017-11-20]. （原始内容存档于2017-12-01）.
188. ↑    - . BBC News. 2016-10-13  [2022-04-23]. （原始内容存档于2016-10-13）.
  - Addley, Esther. . The Guardian. 2016-10-13  [2022-04-23]. （原始内容存档于2022-04-23）.
189. ↑  . MSN. 2017-11-14  [2017-11-20]. （原始内容存档于2017-11-15）.
190. ↑  Rayner, Gordon. . The Telegraph. 2017-01-29  [2017-02-03]. （原始内容存档于2022-01-10）.
191. ↑  . The Guardian. Press Association. 2017-11-20  [2017-11-20]. （原始内容存档于2017-11-20）.
192. ↑  Friel, Mikhaila. . Insider. 2020-03-16  [2021-07-05]. （原始内容存档于2022-09-08）.
193. ↑  . Sky News. 2020-11-02  [2021-07-05]. （原始内容存档于2021-06-21）.
194. ↑  . BBC News. 2020-04-06  [2021-07-05]. （原始内容存档于2021-07-10）.
195. ↑  . BBC News. 2020-04-05  [2021-07-05]. （原始内容存档于2021-08-25）.
196. ↑  . BBC News. 2020-05-08  [2021-07-05]. （原始内容存档于2021-07-09）.
197. ↑    - Busby, Mattha. . The Guardian. 2021-01-09  [2021-07-05]. （原始内容存档于2021-07-09）.
  - Petit, Stephanie. . People. 2021-04-01  [2022-09-08]. （原始内容存档于2022-08-08）.
198. ↑    - . ITV News. 2021-04-09  [2021-04-09]. （原始内容存档于2021-04-09）.
  - Elliott, Caitlin. . GoodtoKnow. 2021-04-09  [2021-06-11]. （原始内容存档于2021-06-11）.
199. ↑  Tominey, Camilla. . The Telegraph. 2021-04-09  [2021-05-11]. （原始内容存档于2021-04-10）.
200. ↑  . BBC News. 2021-04-11  [2022-09-08]. （原始内容存档于2022-09-08）.
201. ↑    - Abraham, Ellie. . The Independent. 2021-04-17  [2022-09-08]. （原始内容存档于2022-07-06）.
  - Hassan, Jennifer. . The Washington Post. 2021-04-17  [2022-09-08]. （原始内容存档于2021-05-12）.
202. ↑  Burford, Rachael. . Evening Standard. 2022-01-20  [2022-03-29]. （原始内容存档于2022-03-29）.
203. ↑    - . BBC News. 2021-12-25  [2022-09-08]. （原始内容存档于2022-02-20）.
  - Ship, Chris. . ITV News. 2021-12-25  [2022-09-08]. （原始内容存档于2022-02-15）.
204. ↑  . BBC News. 2021-05-10  [2021-05-10]. （原始内容存档于2021-05-10）.
205. ↑  Mills, Rhiannon. . Sky News. 2021-06-12  [2021-06-12]. （原始内容存档于2021-06-12）.
206. ↑  . BBC News. 2021-06-13  [2023-09-08]. （原始内容存档于2021-06-17）.
207. ↑  Taylor, Harry. . The Guardian. 2021-10-21  [2024-03-04]. （原始内容存档于2023-12-07）.
208. ↑  . Sky News. 2023-02-03  [2023-02-03]. （原始内容存档于2023-02-03）.
209. ↑  Zaccaro, Maria. . 2023-10-05  [2024-12-28]. （原始内容存档于2025-05-24）.
210. ↑  Turner, Lauren. . BBC News. 2022-02-05  [2022-02-05]. （原始内容存档于2022-02-21）.
211. ↑  Goodey, Emma. . The Royal Family (The Royal Household). 2022-02-05  [2022-09-08]. （原始内容存档于2022-02-20）.
212. ↑    - Lee, Dulcie; Durbin, Adam. . BBC News. 2022-02-20  [2022-02-20]. （原始内容存档于2022-02-20）.
  - Foster, Max; Said-Moorhouse, Lauren. . CNN. 2022-02-20  [2022-09-08]. （原始内容存档于2022-05-27）.
  - Hinton, Megan. . LBC. 2022-02-28  [2022-09-08]. （原始内容存档于2022-03-05）.
213. ↑  Lauren, Turner. . BBC News. 2022-03-29  [2022-04-05]. （原始内容存档于2022-06-06）.
214. ↑  Thompson, Eliza. . Us Weekly. 2022-03-14  [2022-03-14]. （原始内容存档于2022-03-14）.
215. ↑  Adams, Charley. . BBC News. 2022-04-14  [2022-09-08]. （原始内容存档于2022-06-06）.
216. ↑  . Sky News. 2022-05-09  [2022-09-08]. （原始内容存档于2022-06-11）.
217. ↑  . BBC News. 2022-05-17  [2025-05-21].
218. ↑  Furness, Hannah. . The Telegraph. 2022-06-02  [2022-09-08]. （原始内容存档于2022-06-27）.
219. ↑  Turner, Lauren. . BBC News. 2022-06-13  [2022-09-08]. （原始内容存档于2022-06-15）.
220. ↑  Foster, Max; Said-Moorhouse, Lauren. . CNN. 2022-08-31  [2022-09-02]. （原始内容存档于2022-09-02）.
221. ↑  . Sky HISTORY.   [2022-10-10]. （原始内容存档于2022-10-10）.
222. ↑  . The StarPhoenix. 2022-09-08  [2023-01-29]. （原始内容存档于2022-09-08）.
223. ↑    - Mansey, Kate; Leake, Jonathan; Hellen, Nicholas. . The Sunday Times. 2014-01-19  [2014-01-20]. （原始内容存档于2014-02-03）.
  - Marr 2011，第395頁
224. ↑  Brandreth 2004，第370–371頁; Marr 2011，第395頁
225. ↑  Tasker, John Paul. . CBC News. 2022-09-19  [2022-10-15]. （原始内容存档于2023-01-13）.
226. ↑  Sherwood, Harriet. . The Guardian. 2022-09-09  [2022-09-09]. （原始内容存档于2022-09-09）.
227. ↑    - . BBC News. 2022-09-08  [2022-09-08]. （原始内容存档于2022-09-08）.
  - Davies, Caroline. . The Guardian. 2022-09-08  [2022-09-08]. （原始内容存档于2022-09-08）.
228. ↑    - . Sky News. 2022-09-08  [2022-09-08]. （原始内容存档于2022-09-08）.
  - Shaw, Neil. . Plymouth Live. 2022-09-08  [2022-09-08]. （原始内容存档于2022-09-08）.
229. ↑    - Furness, Hannah. . The Telegraph. 2024-01-12  [2024-01-14]. ISSN 0307-1235. （原始内容存档于2024-01-14）.
  - Prynn, Jonathan. . Evening Standard. 2022-09-09  [2022-10-17]. （原始内容存档于2022-09-09）.
  - Prynn, Jonathan. . Evening Standard. 2022-09-09  [2022-10-17]. （原始内容存档于2022-09-09）.
230. 1 2  Coughlan, Sean. . BBC News. 2022-09-29  [2022-09-29]. （原始内容存档于2022-10-01）.
231. ↑    - . BBC News. 2022-09-08  [2022-09-08]. （原始内容存档于2022-09-08）.
  - Kottasová, Ivana; Picheta, Rob; Foster, Max; Said-Moorhouse, Lauren. . CNN. 2022-09-08  [2022-09-08]. （原始内容存档于2022-09-08）.
232. ↑    - Davies, Caroline. . The Guardian. 2022-09-08  [2022-10-04]. （原始内容存档于2022-09-08）.
  - . NDTV. Agence France-Presse. 2022-09-08  [2022-10-04]. （原始内容存档于2022-09-21）.
233. ↑  Silver, Christopher. . Prospect. 2022-09-13  [2022-09-26]. （原始内容存档于2022-09-13）.
234. ↑  . The Guardian. 2022-09-29  [2022-12-08]. （原始内容存档于2022-12-04）.
235. ↑  Keate, Noah. . Politico. 2024-09-30  [2024-09-30]. （原始内容存档于2025-06-05）.
236. ↑  Dawson, Bethany. . Business Insider. 2022-11-26  [2024-03-02]. （原始内容存档于2024-03-02）.
237. ↑  . BBC News. 2022-09-13  [2022-09-22]. （原始内容存档于2022-09-23）.
238. ↑  . BBC News. 2022-09-13  [2022-09-13]. （原始内容存档于2022-09-13）.
239. ↑  . Reuters. 2022-09-13  [2022-09-13]. （原始内容存档于2023-06-07）.
240. ↑    - . Voice of America. 2022-09-18  [2022-09-18]. （原始内容存档于2023-01-13）.
  - . AP News. 2022-09-20  [2022-09-20]. （原始内容存档于2022-09-20）.
241. ↑  Therrien, Alex. . BBC News. 2022-09-16  [2022-09-16]. （原始内容存档于2022-09-23）.
242. ↑  Bowden, George; Faulkner, Doug. . BBC News. 2022-09-16  [2022-09-16]. （原始内容存档于2022-09-22）.
243. ↑  . Westminster Abbey.   [2022-09-11]. （原始内容存档于2022-09-12）.
244. 1 2  Minelle, Bethany. . Sky News. 2022-09-19  [2022-09-19]. （原始内容存档于2022-09-19）.
245. 1 2  . BBC News. 2022-09-19  [2022-09-19]. （原始内容存档于2022-09-09）.
246. ↑  Heald, Claire. . BBC News. 2022-09-19  [2022-09-19]. （原始内容存档于2022-09-24）.
247. ↑  . BBC News. 2022-09-19  [2022-09-19]. （原始内容存档于2022-09-19）.
248. ↑  Hunter, Sophie. . The Royal Family (The Royal Household). 2022-09-19  [2022-09-19]. （原始内容存档于2022-09-25）.
249. ↑  . The Royal Family.   [2022-09-19]. （原始内容存档于2022-09-18） –YouTube.
250. ↑  Walton, John. . BBC News. 1999-01-16  [2022-11-19]. （原始内容存档于2022-12-18）.
251. ↑  Routledge 1994，第xiii頁
252. ↑  Dominiczak, Peter. . The Telegraph. 2014-09-24  [2018-10-08]. （原始内容存档于2022-01-09）.
253. ↑  Quinn, Ben. . The Guardian. 2019-09-19  [2022-10-16]. （原始内容存档于2021-11-07）.
254. ↑    - . BBC News. 2006-04-19  [2007-02-04]. （原始内容存档于2008-12-08）.
  - Shawcross 2002，第194–195頁
255. ↑  . Church of Scotland. 2010-02-22  [2022-04-23]. （原始内容存档于2020-01-25）.
256. ↑  . BBC News. 2014-04-03  [2017-03-28]. （原始内容存档于2017-05-28）.
257. ↑    - Fisher, Connie. . The Royal Family (The Royal Household). 2000-12-25  [2016-04-18]. （原始内容存档于2016-05-07）.
  - Shawcross 2002，第236–237頁
258. ↑  . The Patron's Lunch. 2014-09-05  [2016-04-28]. （原始内容存档于2016-03-17）.
259. ↑  Hodge, Kate. . The Guardian. 2012-06-11  [2021-02-25]. （原始内容存档于2021-02-22）.
260. ↑  . The Royal Household.   [2010-06-20]. （原始内容存档于2009-03-21）.
261. ↑    - Bush 2007，第115頁
  - Pierce, Andrew. . The Telegraph. 2007-10-01  [2012-09-21]. （原始内容存档于2022-01-10）.
262. ↑  Delacourt, Susan. . Toronto Star. 2012-05-25  [2012-05-27]. （原始内容存档于2013-03-07）.
263. ↑  Bond 2006，第22頁
264. ↑  Bond 2006，第35頁; Pimlott 2001，第180頁; Roberts 2000，第82頁; Shawcross 2002，第50頁
265. ↑  Bond 2006，第35頁; Pimlott 2001，第280頁; Shawcross 2002，第76頁
266. ↑  Bond 2006，第66–67, 84, 87–89頁; Bradford 2012，第160–163頁; Hardman 2011，第22, 210–213頁; Lacey 2002，第222–226頁; Marr 2011，第237頁; Pimlott 2001，第378–392頁; Roberts 2000，第84–86頁
267. ↑  Hardman 2011，第213–214頁
268. ↑  Hardman 2011，第41頁
269. ↑  Cartner-Morley, Jess. . The Guardian. 2007-05-10  [2011-09-05]. （原始内容存档于2021-11-07）.
270. ↑  Smith, Matthew. . YouGov. 2018-05-17  [2023-08-11]. （原始内容存档于2021-04-18）.
271. ↑  Bond 2006，第97頁; Bradford 2012，第189頁; Pimlott 2001，第449–450頁; Roberts 2000，第87頁; Shawcross 2002，第1114–117頁
272. ↑  Bond 2006，第117頁; Roberts 2000，第91頁
273. ↑  Bond 2006，第134頁; Pimlott 2001，第556–561, 570頁
274. ↑    - Pimlott 2001，第578頁
  - O'Sullivan, Jack. . The Independent. 1996-03-05  [2011-09-17]. （原始内容存档于2012-12-12）.
275. ↑  Pimlott 2001，第578頁
276. ↑  Bond 2006，第134頁; Pimlott 2001，第624–625頁
277. ↑  Hardman 2011，第310頁; Lacey 2002，第387頁; Roberts 2000，第101頁; Shawcross 2002，第218頁
278. ↑  . The Guardian (Canberra). Associated Press. 2010-08-17  [2022-10-16]. （原始内容存档于2022-10-27）.
279. ↑  Ireland, Judith. . The Sydney Morning Herald. 2017-07-15  [2022-10-16]. （原始内容存档于2021-07-01）.
280. ↑  Lagan, Bernard. . The Times. Sydney. 2021-03-09  [2022-10-16]. （原始内容存档于2021-12-02）.
281. ↑  . BBC News. 2009-11-26  [2009-11-26]. （原始内容存档于2021-10-10）.
282. ↑    - . Ipsos MORI. April 2006  [2015-03-22]. （原始内容存档于2021-01-23）.
  -  (PDF). Populus Ltd: 9. 2007-12-16  [2010-08-17]. （原始内容 (PDF)存档于2011-05-11）.
  - . BBC News. 2007-12-28  [2010-08-17]. （原始内容存档于2012-02-08）.
283. ↑  . Ipsos MORI. 2016-05-19  [2017-09-19]. （原始内容存档于2021-01-23）.
284. ↑    - Mills, Rhiannon. . Sky News. 2019-09-07  [2021-09-26]. （原始内容存档于2021-09-23）.
  - Gallagher, Sophie; Hall, Harriet. . The Independent. 2021-05-19  [2021-09-27]. （原始内容存档于2021-09-27）.
285. ↑    - Skinner, Giden; Garrett, Cameron. . Ipsos. 2022-01-11  [2022-07-26]. （原始内容存档于2022-07-12）.
  - . YouGov.   [2022-07-26]. （原始内容存档于2022-09-14）.
  - Kirk, Isabelle. . YouGov. 2022-06-01  [2022-07-26]. （原始内容存档于2022-06-02）.
  - Ship, Chris. . ITV News. 2022-06-02  [2022-07-26]. （原始内容存档于2022-07-22）.
  - Smith, Matthew. . YouGov. 2022-09-13  [2022-10-12]. （原始内容存档于2022-10-11）.
286. ↑    - Beaver, Kelly; Skinner, Gideon; Garrett, Cameron. . Ipsos. 2022-05-30  [2022-10-04]. （原始内容存档于2022-09-20）.
  - Kirk, Isabelle. . YouGov. 2022-06-01  [2022-10-04]. （原始内容存档于2022-10-04）.
  - Ibbetson, Connor. . YouGov. 2022-05-31  [2022-10-04]. （原始内容存档于2022-10-02）.
  -  (PDF). Ipsos. March 2022  [2022-05-20]. （原始内容存档 (PDF)于2022-05-16）.
  - Merrick, Jane. . i. 2022-06-02  [2022-10-04]. （原始内容存档于2022-09-29）.
  - . Ipsos. 2022-05-30  [2022-10-04]. （原始内容存档于2022-09-09）.
  - . YouGov.   [2022-10-04]. （原始内容存档于2022-09-24）.
287. ↑  Smith, Matthew. . YouGov America. 2021-12-14  [2021-12-14]. （原始内容存档于2022-04-18）.
288. ↑  . National Library of Australia.   [2011-07-01]. （原始内容存档于2012-10-17）.
289. ↑  . Lieutenant Governor of British Columbia.   [2013-04-06]. （原始内容存档于2013-11-06）.
290. ↑  Berry, Ciara. . The Royal Family (The Royal Household). 2016-01-15  [2016-04-18]. （原始内容存档于2016-05-07）.
291. ↑    - Louda & Maclagan 1999，第34頁
  - Montgomery-Massingberd 1973，第252, 293, 307頁
  - Wagner, A. R. . Genealogist's Magazine. 1940, 9 (1): 7–13.